# История почты и почтовых марок Франции
История почты и почтовых марок Франции, государства на западе Европы, охватывает ранний (домарочный), классический (марок XIX — начала XX века) и современный периоды. Начиная с 1849 года Франция издаёт собственные почтовые марки, а с 1876 года входит во Всемирный почтовый союз (ВПС). Почтовые операции в стране осуществляет компания La Poste.

## Развитие почты

### Ранний (домарочный) этап
19 июня 1464 года указом французского короля Людовика XI была учреждена первая почтовая служба, которая осуществляла доставку корреспонденции только для короля и королевского двора. Первых международных курьеров снарядил граф Турн-и-Таксис в 1490 году.
По мере постепенного развития почты в 1576 году был установлен сбор за отправку письма государственной почтой, это был первый сбор такого рода за почтовое отправление, не связанное непосредственно с королевским двором.
По распоряжению Гийома Фуке де ля Варанн сроки доставки почты стали более точными, а сама она стала доступной для общего пользования в 1603 году. Первый общий почтовый тариф был введён постановлением главного почтмейстера Пьера д’Альмеры (фр. Pierre d’Alméras) 16 октября 1627 года, утверждённым королевским патентом на пересылку писем 12 мая 1628 года. Первыми почтовыми маршрутами были маршруты из Парижа в Дижон или Макон (2 су), Лион, Бордо или Тулузу (3 су).

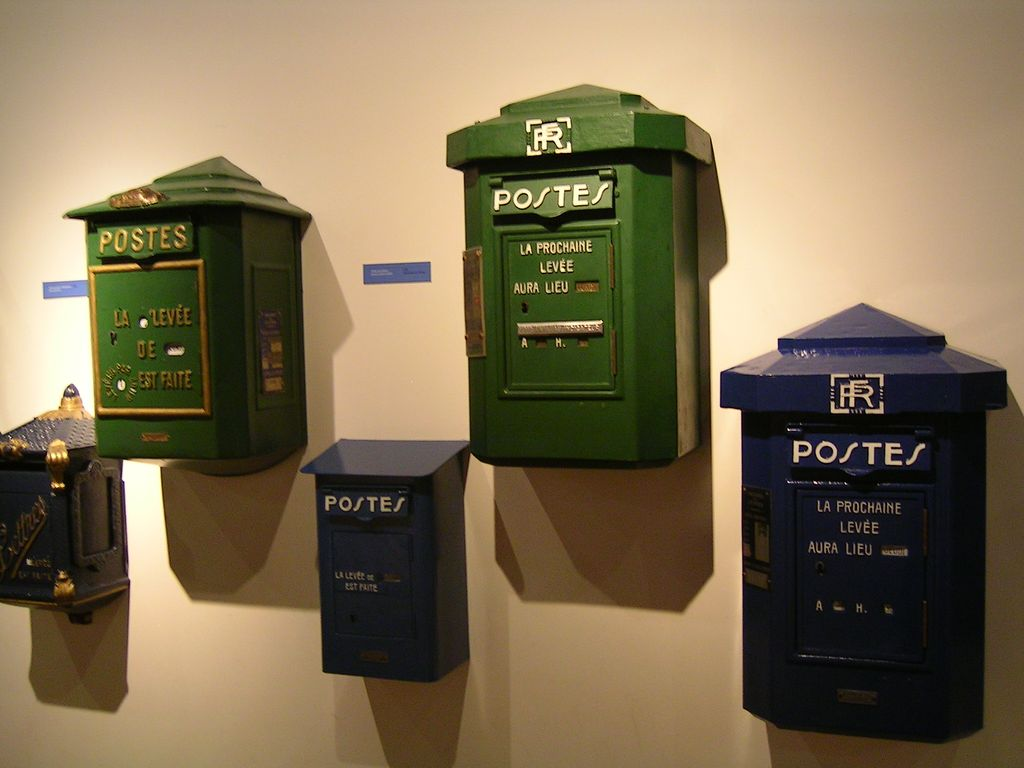
Старинные почтовые ящики. Музей почты (Париж)

Почтовая сеть значительно расширилась и в апреле 1644 года тарифы были изменены. Тариф в 2 су был отменён, но в списке уже фигурировал 41 населённый пункт, тарифы доставки почты в которые варьировались от 3 до 5 су. В мае 1644 года были введены тарифы доставки почты за границу: в Англию — 10 су, в другие соседние страны — от 9 до 16 су. Почтовые пометки на письмах делались от руки.
В 1653 году Ж.-Ж. Ренуар де Вилайе основал в Париже [[Малая почта Парижа|Малую почту (фр. Petite Poste)]] и установил первые почтовые ящики.
Маркиз де Лувуа, который был суперинтендантом почт до 1668 года, начал реформирование почтовой службы королевства. В 1673 году тарифы были приведены в прямое соответствие расстояниям перевозки почты. Были образованы четыре зоны: менее 25 льё, 25—60 льё, 60—80 льё и более 80 льё. Тарифы за доставку одного письма варьировали от 2 до 5 су.
Новый пересмотр почтовых тарифов состоялся в 1676 году с учётом использования конверта. В отличие от соседней Англии, где считалось, что письмо представляет собой сложенный лист бумаги, а конверт является вторым листом бумаги, что удваивало тариф, французская почтовая служба установила тариф за конверт в размере всего лишь 1 су. Это решение вызвало бурный рост производства конвертов в стране, тогда как в Англии такая отрасль сложилась лишь в 1820-е годы.

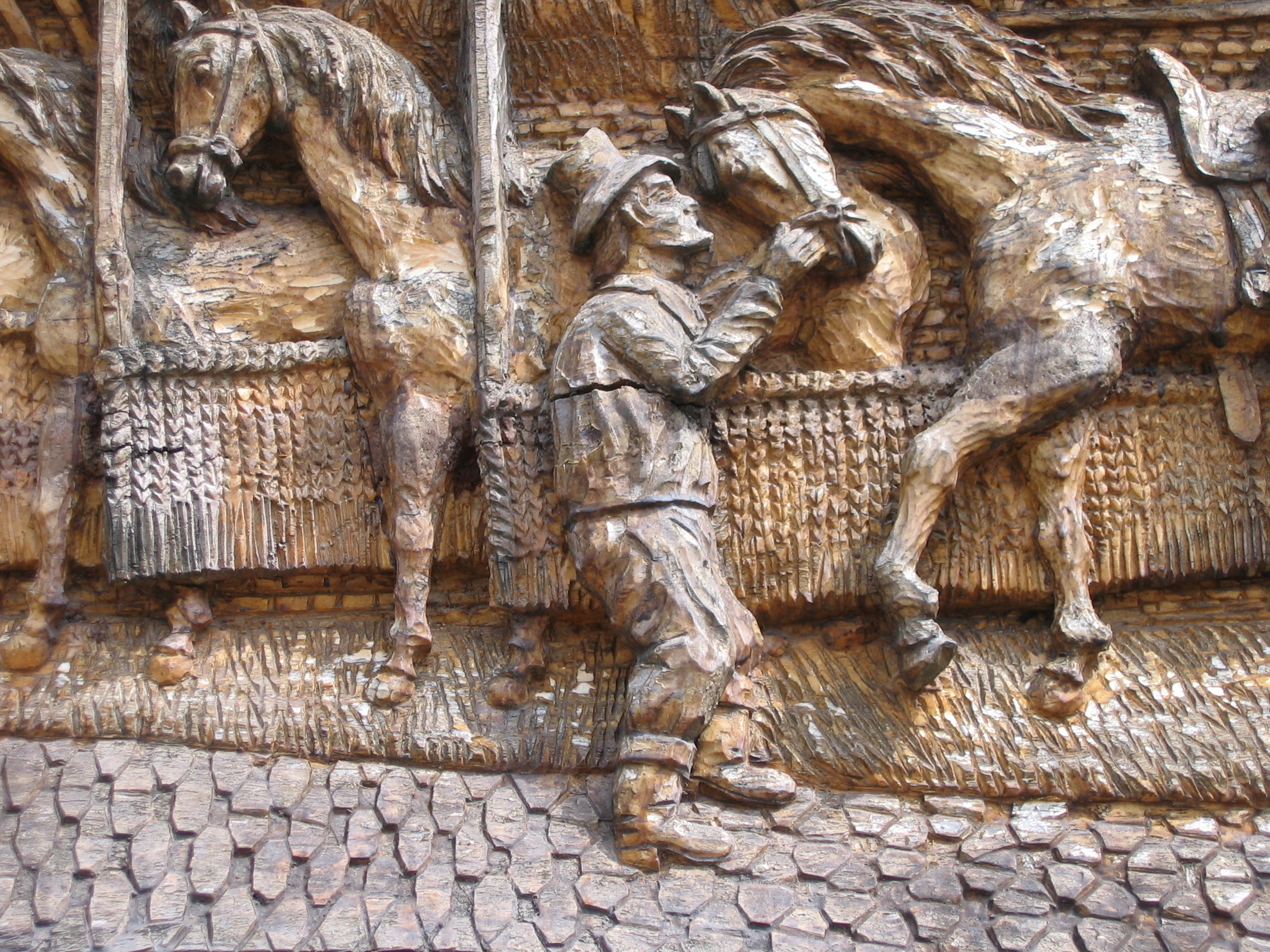
Почтовая станция[фр.] в Лонуа-сюр-Ванс, построенная в 1654 году (резьба по дереву)
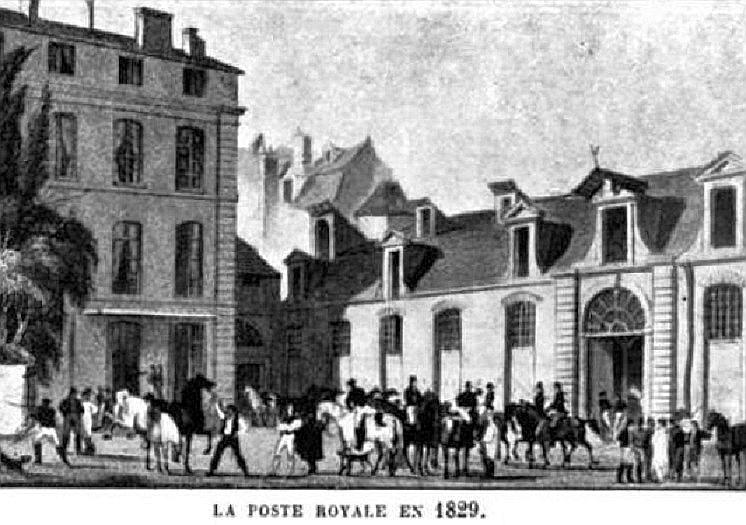
Здание Королевской почты в Париже (1829)
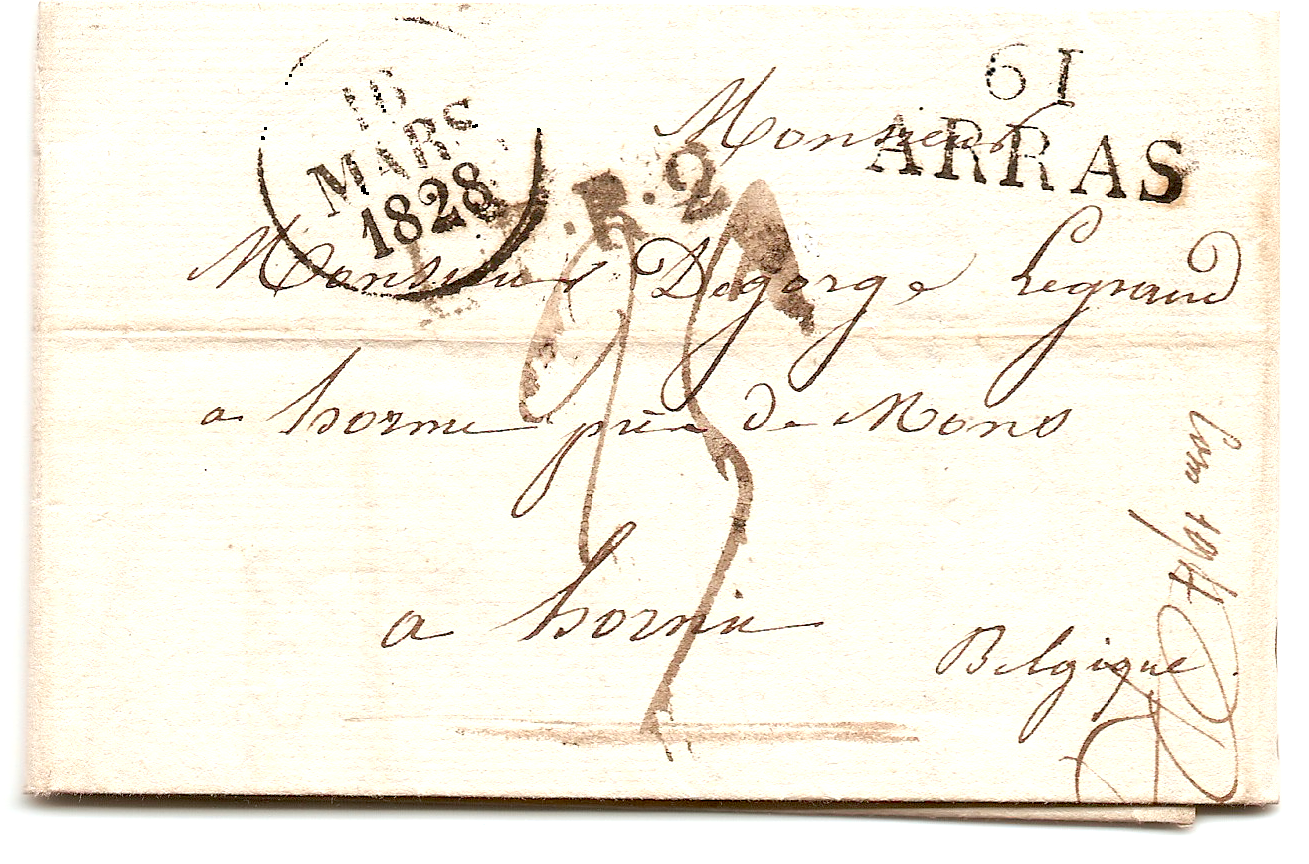
Письмо с оттисками круглого календарного штемпеля и номерного штемпеля линейного вида[фр.] «61 Arras» для Арраса (1828)

С начала XIX века в употреблении находились почтовые штемпели с указанием даты. К 1830 году стали использоваться штемпели круглой формы.

### Дальнейшее развитие
К середине 1850-х годов для гашения корреспонденции, франкированной марками первых почтовых выпусков, стали применяться точечные штемпели с номером почтового отделения. В корабельных почтовых отделениях вместо номерных штемпелей прибегали к оттискам с изображением якоря.
С 18 сентября 1870 года до 28 января 1871 года почтовое сообщение осаждённого Парижа с остальной Францией было очень затруднено. Для поддержания связи использовали баллонную почту, осуществлявшуюся посредством управляемых и неуправляемых аэростатов. Всего за это время было совершено 67 стартов аэростатов, из которых на 56 пересылали почтовую корреспонденцию. При этом действовало ограничение по весу одного письма, который не должен был превышать 4 г. Письма, как правило, были без конвертов, и непосредственно на них наклеивались обычные марки. Такая же аэростатная почта была устроена в Меце.
Благодаря изобретению инженера Эжена Дагена, в повседневную практику французской почты с 1884 года было внедрено устройство для механического гашения почтовой корреспонденции, вошедшее в историю под названием «машины Дагена».

Примеры почтовых отправлений, проштемпелёванных с помощью машины Дагена
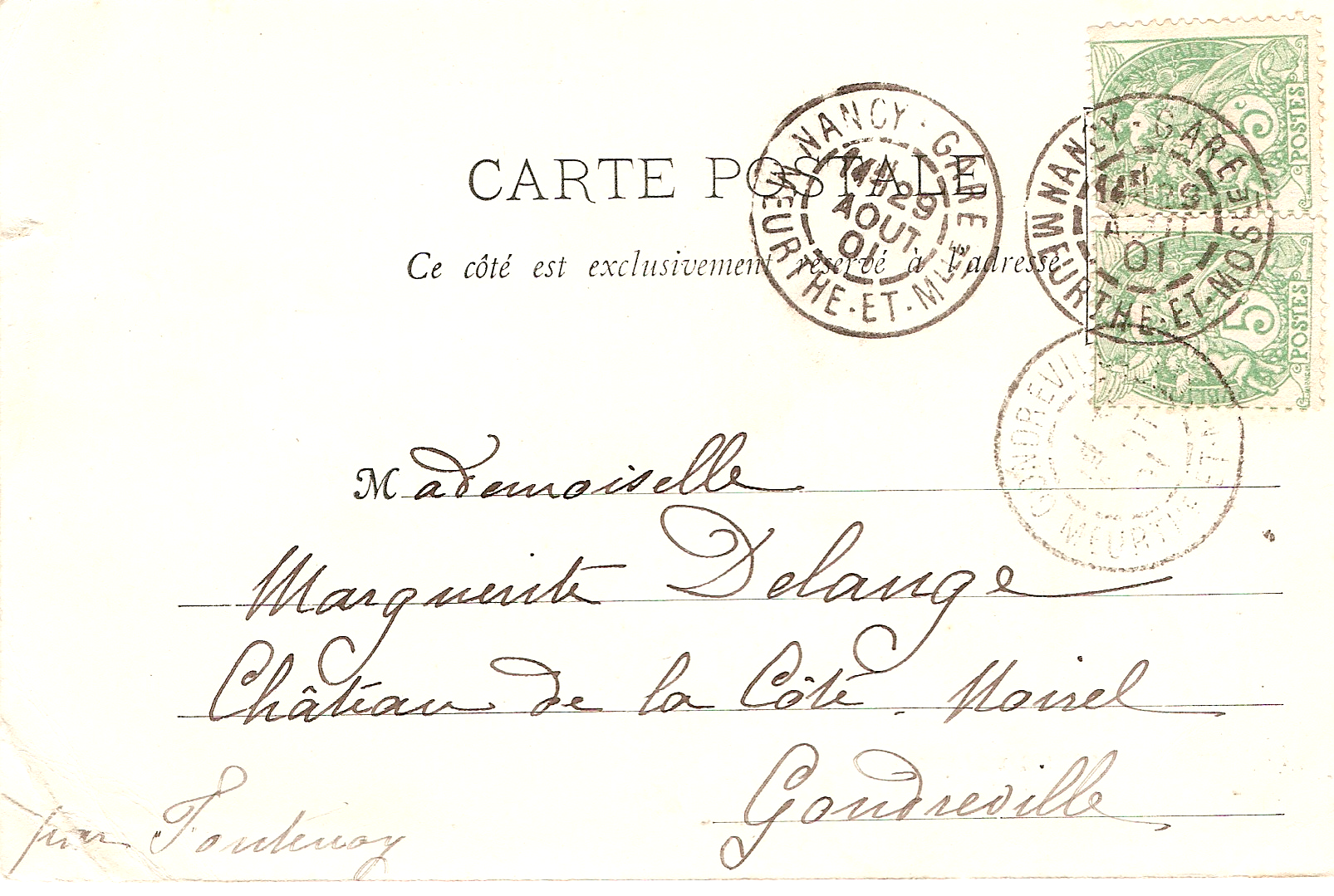
Почтовая карточка, отправленная внутри Франции и франкированная двумя марками из типа Блан[фр.] (1901)
Маркированная почтовая карточка, отправленная из Парижа в Санкт-Петербург (1904)

Специальным законом Франции была регламентирована перевозка посылок «от имени и под наблюдением почтового ведомства» по железной дороге. В тех пунктах, где не было железнодорожных станций, задача приёма и выдачи посылок была возложена на почтовые отделения.

## Выпуски почтовых марок

### Первые марки
Первые почтовые марки Франции — в серии, известной как тип Церера, — вышли в обращение 1 января 1849 года. На марках трёх номиналов была изображена богиня земледелия Церера и помещена надпись «Repub franc» (сокращённо от «République française» — «Французская Республика»). Стоимость негашеной первой марки ФР составляет 500 Евро . Марка номиналом в 1 франк цвета киновари из этого первого выпуска считается редкой.
- Марки из первого выпуска типа Церера[англ.] (1849)

Марки из первого выпуска Тип Церера (1849)
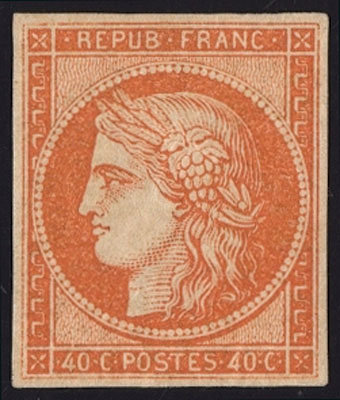
Марка номиналом в 40 сантимов (Sc #3?)
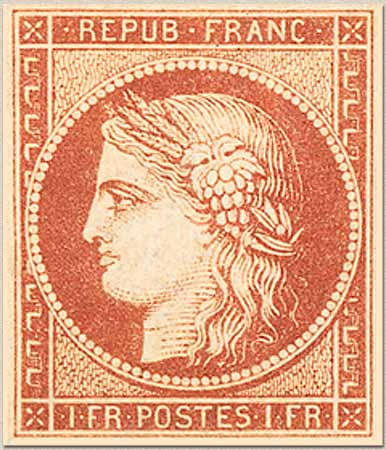
Редкая марка номиналом в 1 франк цвета киновари[фр.]

### Последующие эмиссии
Следующие четыре марки типа Церера были изданы в 1850 году. В целом для марок этой серии характерны разновидности цвета, а также встречается тет-беш. Известен единственный экземпляр надпечатки «25» на марке в 20 сантимов, не поступавшей в обращение. Для всех марок серии позднее печатали новоделы.
В 1852 году в продаже появилась новая серия марок, получившая название «тип Наполеон III», потому что на ней был помещён портрет первого президента Французской республики, вскоре ставшего императором, Наполеона III:
- Марки типа Наполеон III[фр.] с надписью «Repub franc» («Французская Республика»; 1852)

Марки Тип Наполеон III с надписью «Repub franc» («Французская Республика»; 1852)
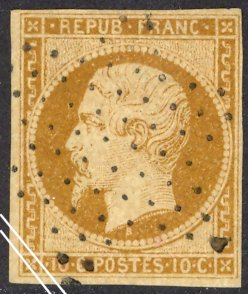
10 сантимов
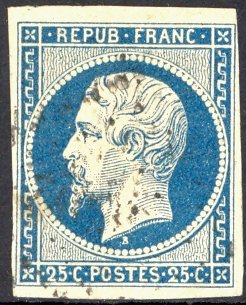
25 сантимов

Впоследствии появились новоделы и фальсификаты этих марок.
Вплоть до 1852 года французские марки выходили с надписью «Repub franc». На эмитированных с 1853 по 1869 год почтовых марках применялась новая надпись: «Empire franc» (сокращённо от «Empire français» — «Французская империя»):
- Марки типа Наполеон III[фр.] с надписью «Empire franc» («Французская империя»; 1853)
- 10 сантимов
- 20 сантимов
- 25 сантимов
- 40 сантимов
- 1 франк

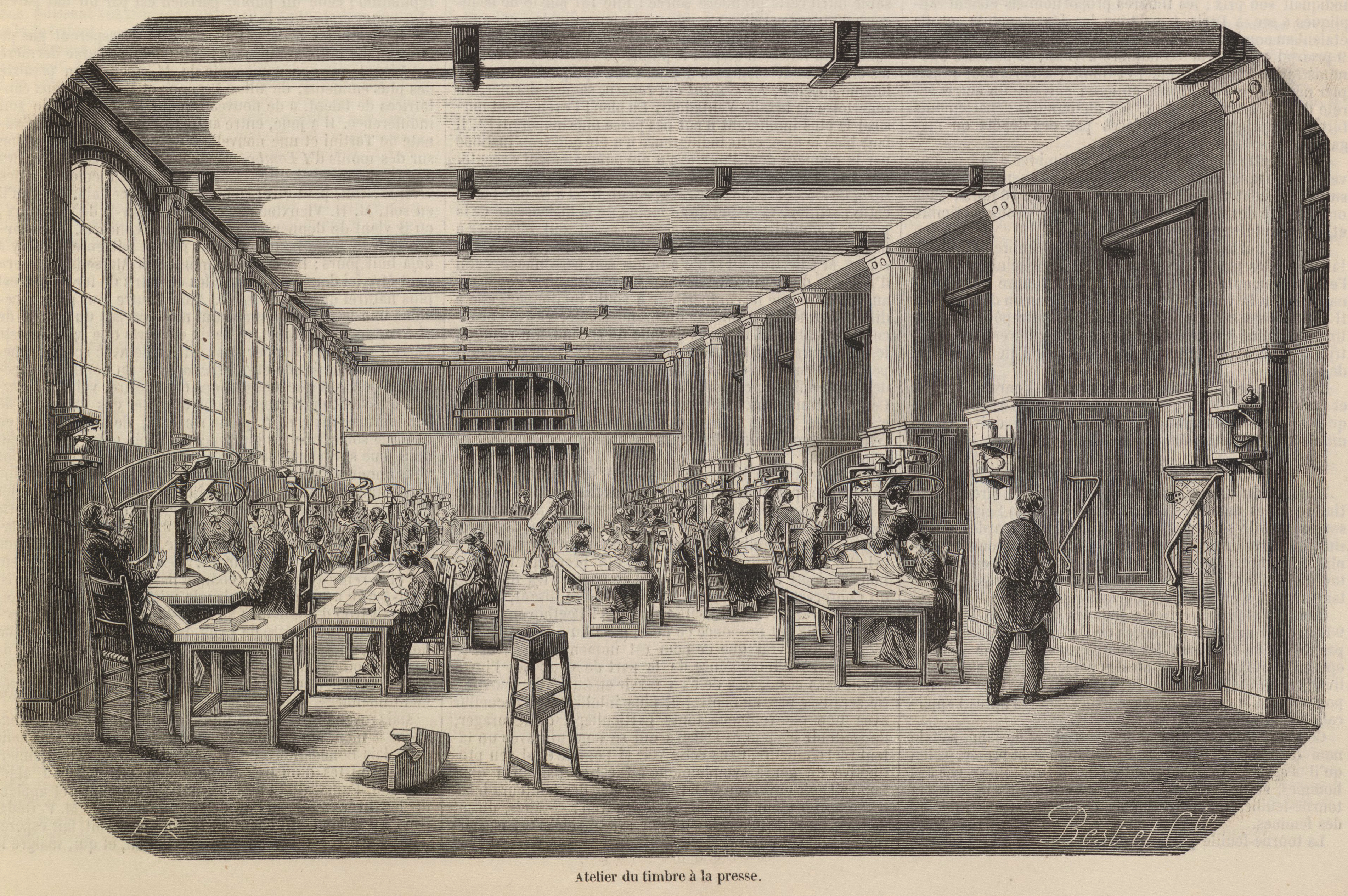
Производство почтовых марок в Париже в 1853 году

Французские марки в 1849—1862 годах печатались без зубцов. Известны однако марки этого периода с просечками и зубцовкой, которые производились частными лицами. Зубцовку марок стали регулярно применять начиная с 1862 года.
В 1862—1870 годах были эмитированы марки с портретом императора Наполеона III в лавровом венке в ознаменование победы Франции над Австрией в войне 1859—1860 годах. Эти марки, кроме марок в 1 и 30 сантимов, могли также использоваться в разрезанном пополам виде по стоимости в половину от номинала:

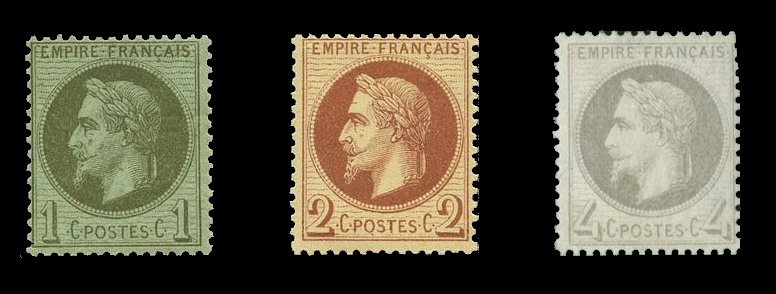
Примеры марок с изображением Тип Наполеон III в лавровом венке (1862—1870) номиналом в 1, 2 и 4 сантимов

Существует специальный беззубцовый выпуск 1862—1870 года на плотной бумаге, который был выполнен по указанию Наполеона III для личной корреспонденции банкира Ротшильда. В конце 1871 года изготовили последнюю марку императорского периода с надпечаткой цифры «10» на марке в 10 сантимов, но которая так и не увидела свет.
С 1870 года в связи с восстановлением республики на почтовых марках снова появляется надпись «Repub franc» («Французская Республика»). В частности, серия марок с этой надписью, поступившая в 1870 году в обращение, имела изображение богини Цереры и выходила до 1875 года:
- Марки типа Церера[англ.] с надписью «Repub franc» («Французская Республика»; 1870)

Марки Тип Наполеон III с надписью «Empire franc» («Французская империя»; 1853)
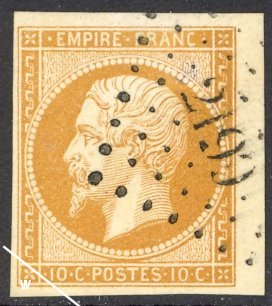
10 сантимов
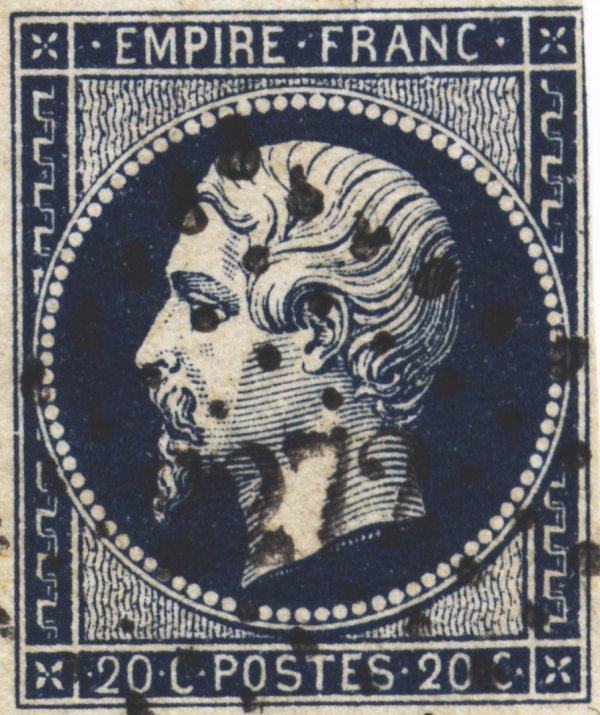
20 сантимов
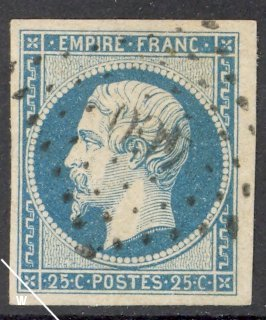
40 сантимов
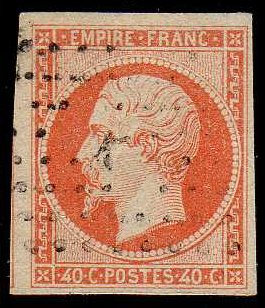
40 сантимов
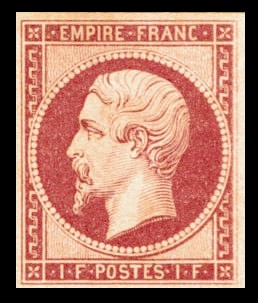
1 франк

Марки Тип Церера с надписью «Repub franc» («Французская Республика»; 1870)
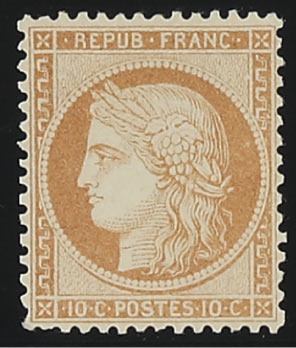
10 сантимов
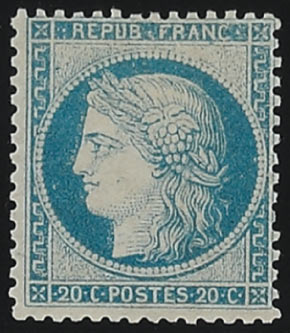
20 сантимов
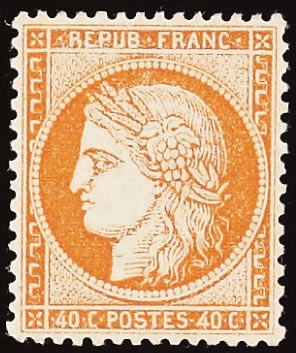
40 сантимов

В ноябре 1870 года в Бордо была отпечатана аналогичная серия беззубцовых марок:

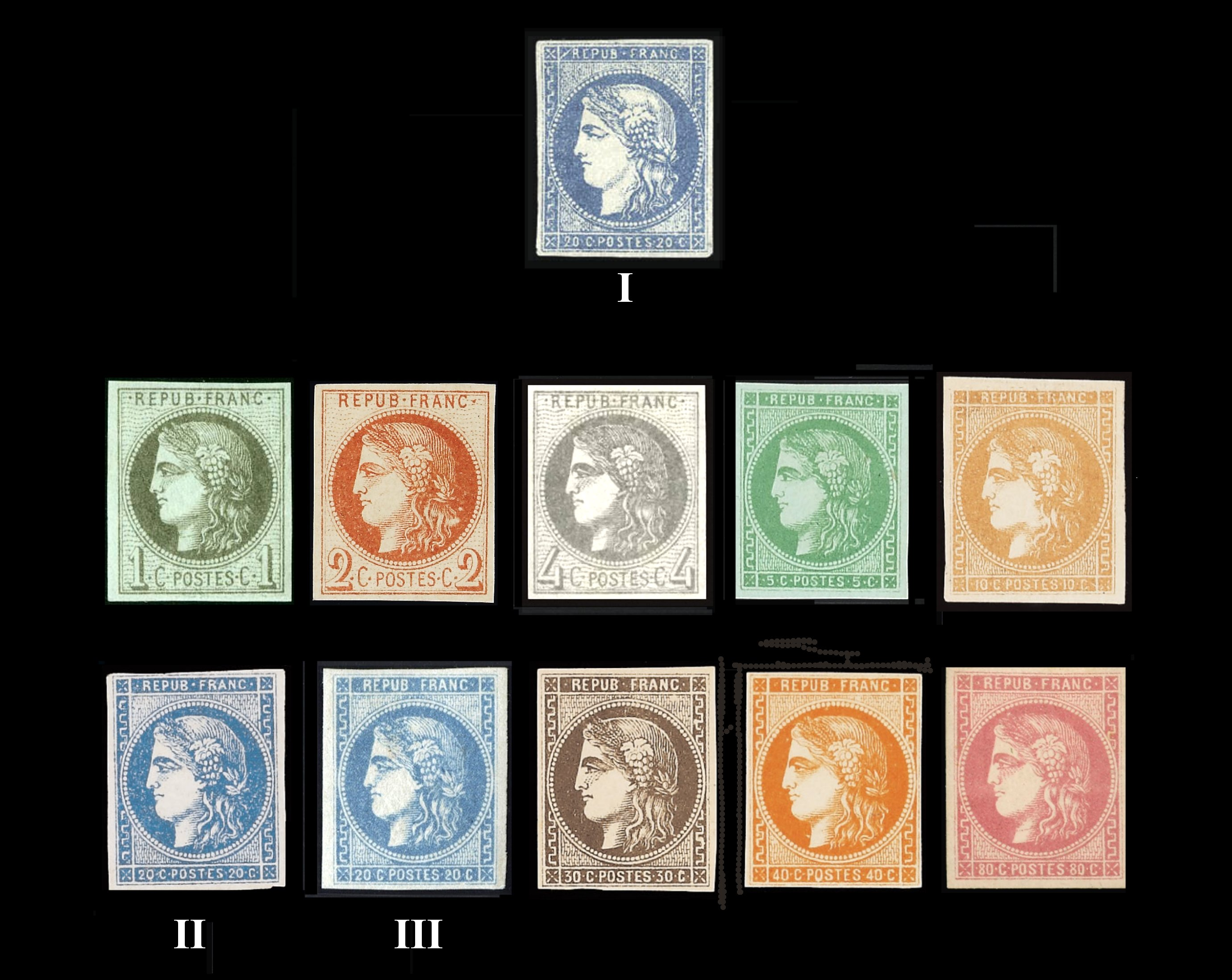
Беззубцовый выпуск Тип Церера в Бордо (1870).
Показаны три разновидности марки номиналом в 20 сантимов

Существуют также фальсификаты этой серии, изготовленные в Марселе. Кроме того, ряд знаков этой серии употреблялись в качестве разрезанных марок.
С 1876 года в свет стали выходить стандартные марки нового рисунка — типа Саж, на котором было представлено аллегорическое изображение «Мир и торговля»:

Примеры марок типа Саж («Мир и торговля») с надписью «République française» («Французская Республика»)
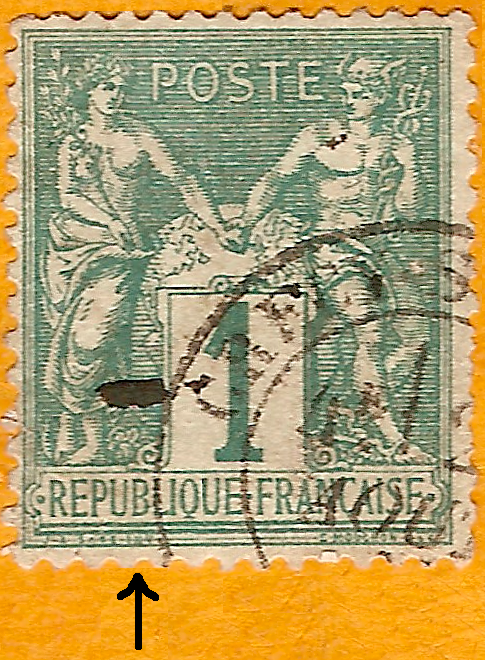
1876: 1 сантим (Mi #56I; Yt #61). Тип I: буква «N» в слове «INV» по нижнему краю располагается под буквой «B» в «REPUBLIQUE» (показано стрелкой)
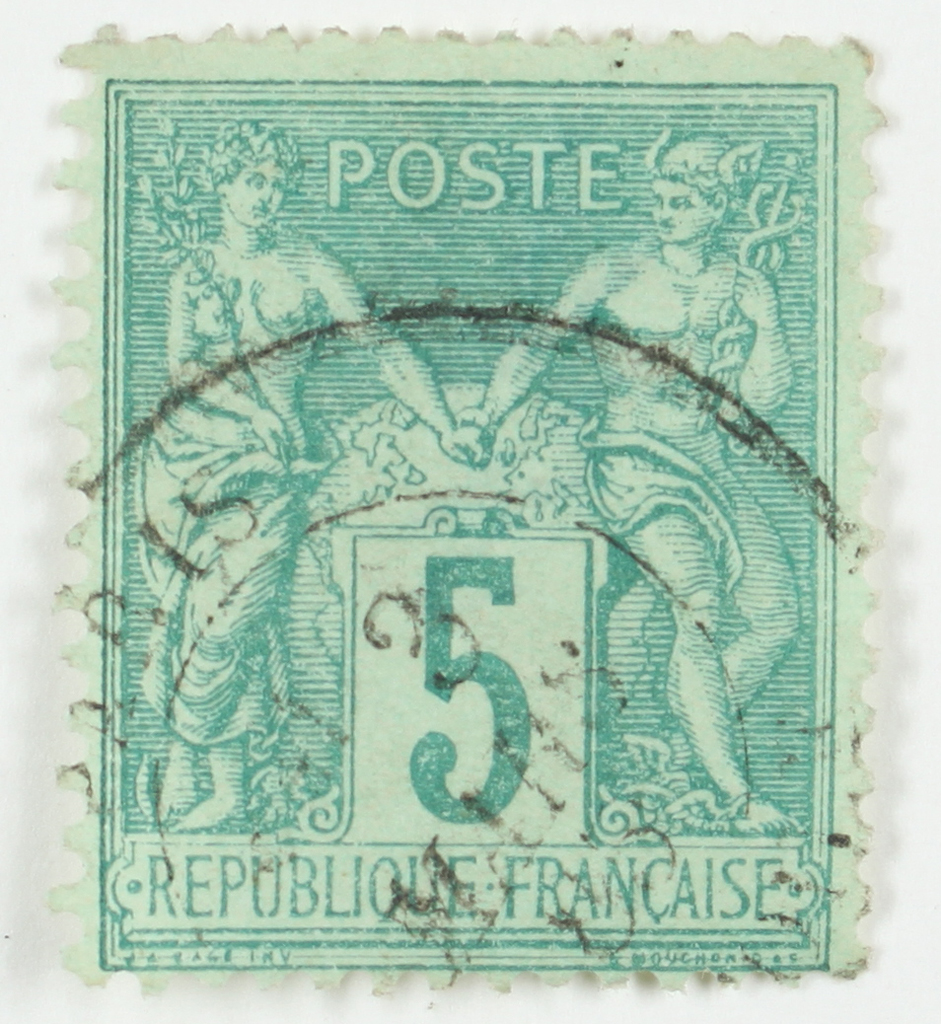
1876: 5 сантимов (Mi #59IIa; Yt #75; SG #228). Тип II: буква «N» в слове «INV» по нижнему краю располагается под буквой «U» в «REPUBLIQUE»
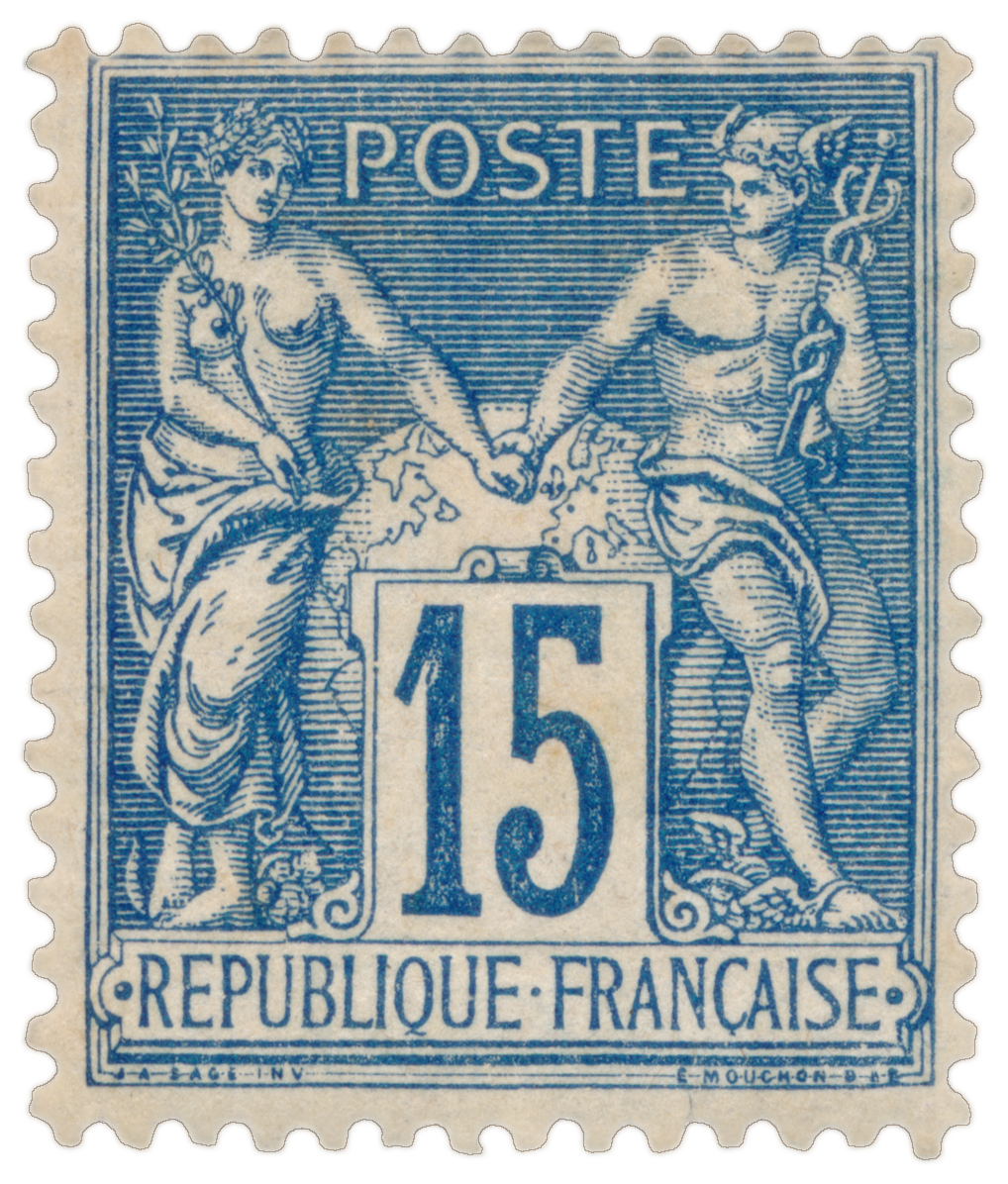
1892: 15 сантимов (Mi #83; Yt #101). Тип II

Печать французских стандартных марок того времени осуществляли в типографских листах по 150 штук. Лист состоял из шести частей (по 25 марок), которые делились одной вертикальной полоской и двумя горизонтальными. Начиная с 1891 года на типографских листах указывали дату печати («millésime» — «миллезим») — во втором ряду, между двумя соседними блоками марок. Такая маркировка листов позволяет выяснить точный тираж выпусков, а собирание этих дат выделяется в специальную область филателии.
С 1900 года начали издаваться стандартные марки новых дизайнов:
- так называемые типы Блан[фр.] (аллегорическая фигура юстиции) и Мушон[фр.] (символ прав человека), а также
- тип Мерсон[фр.] (символ Франции) — для высоких номиналов.

Марки после 1900 года с надписью «République française» («Французская Республика»)
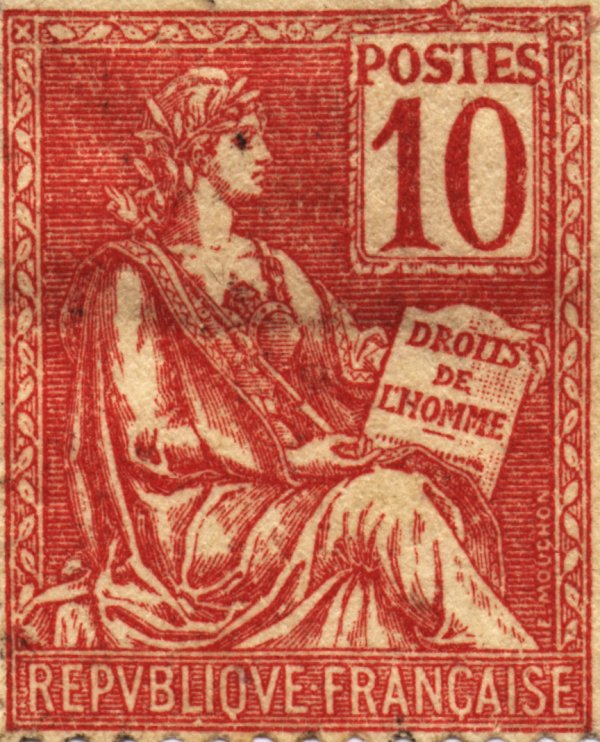
1900: тип Мушон[фр.]
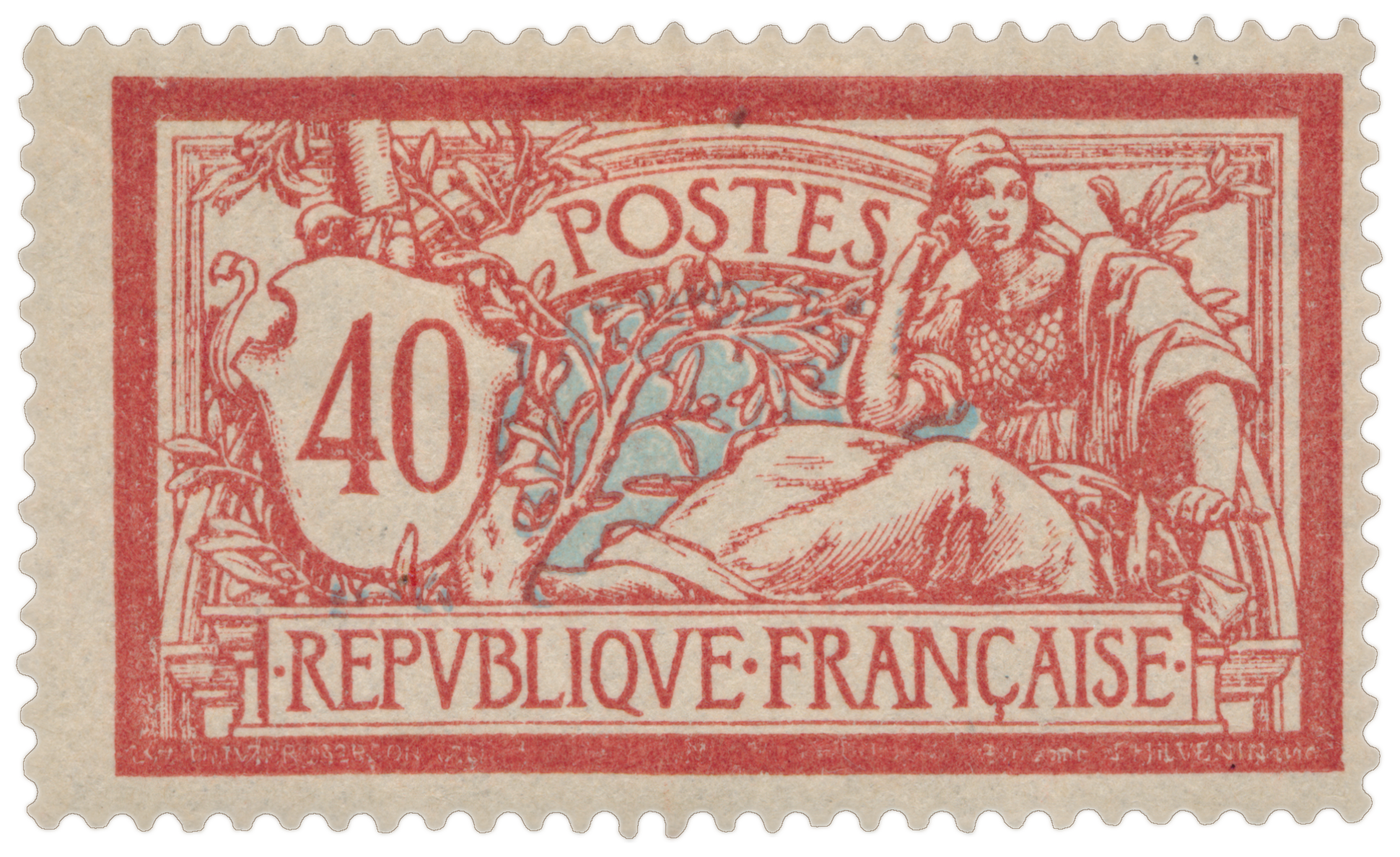
1900: тип Мерсон[фр.]
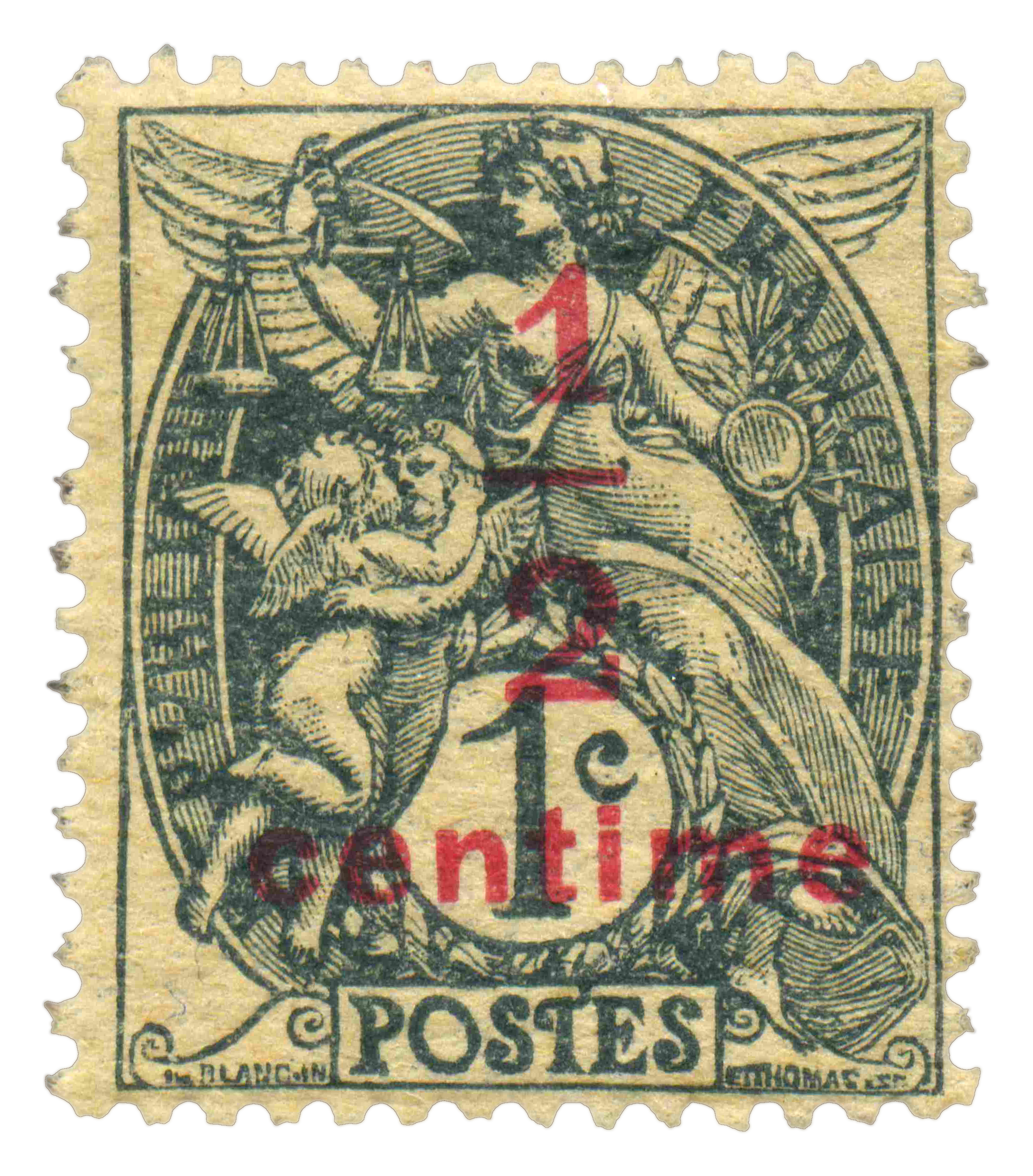
1919: тип Блан[фр.]

В 1903 году в продажу поступили марки очередного нового рисунка — типа Сеятельница (позднее также Камея Сеятельница, со сплошным фоном), который присутствовал на французских почтовых миниатюрах до 1938 года:
- Примеры марок типа Сеятельница[фр.]

Примеры марок Тип Сеятельница
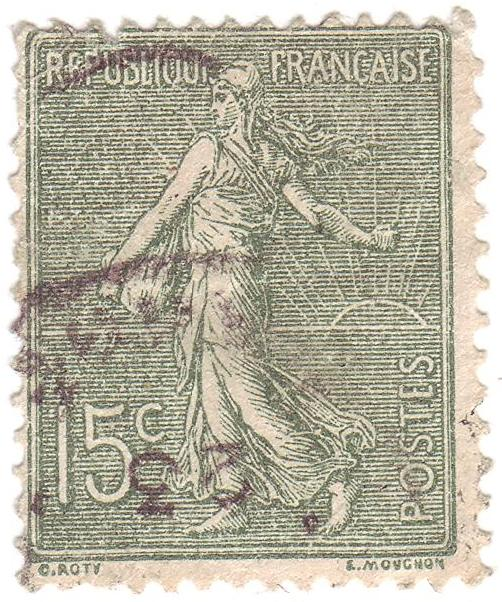
1903: 15 сантимов
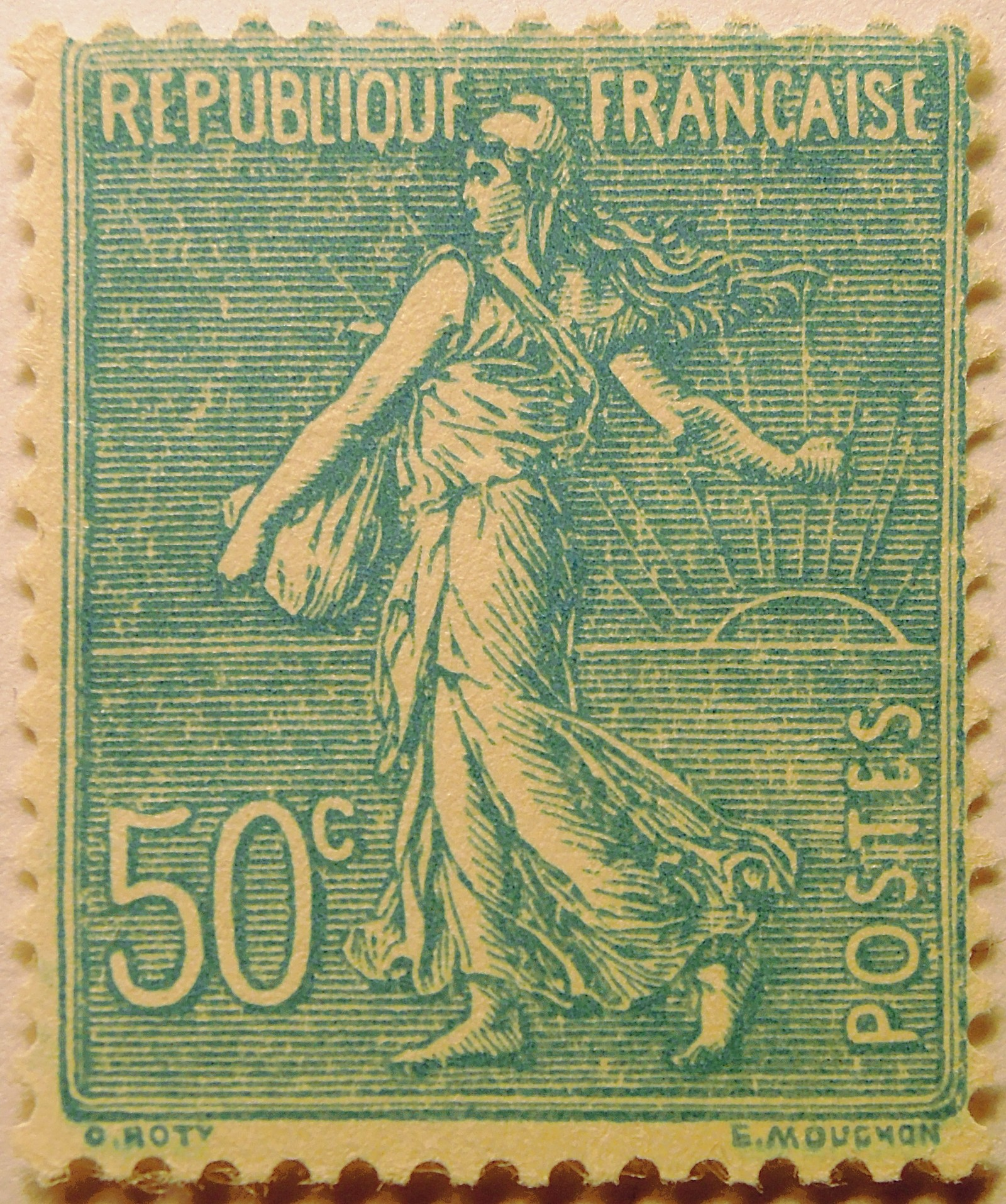
1921: 50 сантимов
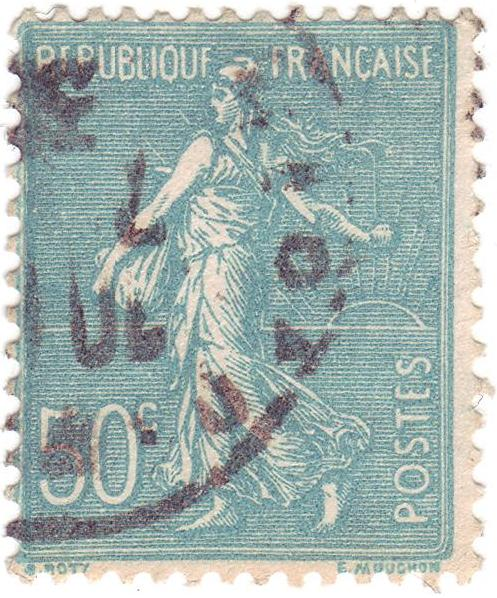
1921: 50 сантимов
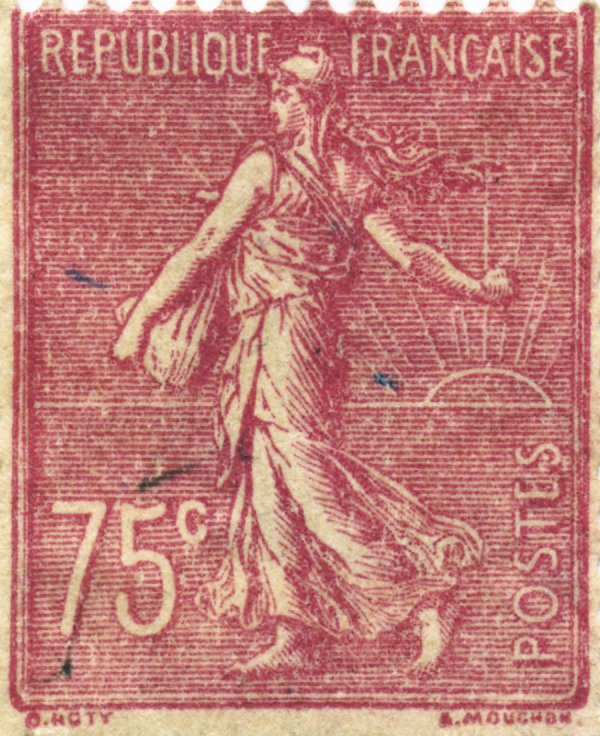
1903: 75 сантимов

- Примеры марок типа Камея Сеятельница[фр.]

Примеры марок Тип Камея Сеятельница
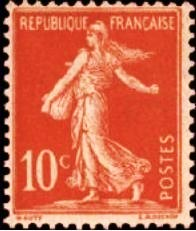
1906: 10 сантимов
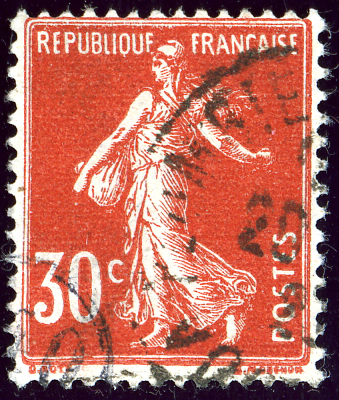
1922: 30 сантимов
 (Yt #160)
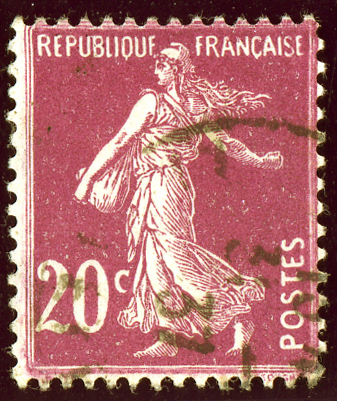
1924: 20 сантимов
 (Yt #190)
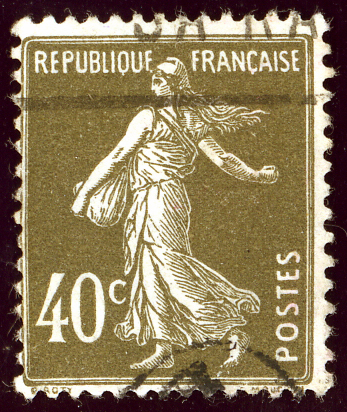
1925: 40 сантимов
 (Yt #193)
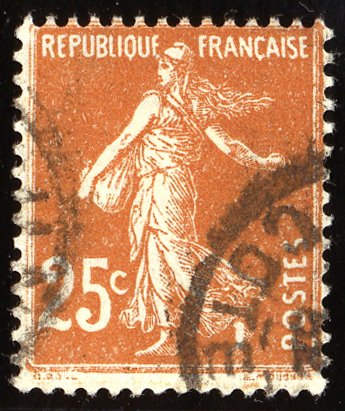
1927: 25 сантимов
 (Yt #235)

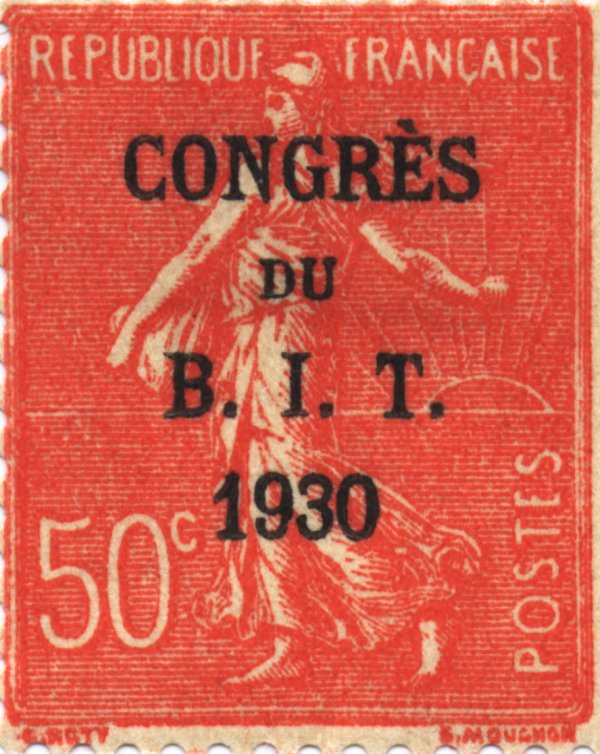
Марка Франции Тип Сеятельница с памятной надпечаткой «Congrès du B. I. T. 1930» («Конгресс Международного бюро труда. 1930»)

Эмиссии марок 1914—1918 года отличаются тем, что вверху и внизу печатной формы проставлены буквы «GC» (от «grande consommation» — «массовое потребление»).
Первая памятная марка была приурочена в 1923 году к съезду филателистов в Бордо. Она представляла собой марку стандартной серии номиналом в 1 франк, на которой была сделана соответствующая надпечатка: «Congrès philatélique Bordeaux 1923» («Филателистический конгресс. Бордо. 1923»). Тираж марки составил 60 тыс. экземпляров.
В 1924 году была отпечатана серия из четырёх марок по случаю Олимпийских игр, проводившихся в этом году в Париже.
В 1925 году французская почтовая служба выпустила первый почтовый блок в связи с проведением в Париже Международной выставки почтовых марок. Его тираж составил 50 тыс. экземпляров. С 1923 года в практику эмиссий также вошли блоки-люкс (сначала только министерские) — для всей серии и каждой марки серии отдельно.

### Выпуски Второй мировой войны

#### Режим Виши
В 1940 году, после того, как Франция потерпела поражение от германской армии, территория страны была поделена на оккупированную и неоккупированную зоны. С 1940 года на французских почтовых марках неоккупированной зоны, где действовало возглавляемое маршалом А. Ф. Петеном коллаборационистское правительство, называемое режимом Виши (по названию города Виши, где это правительство базировалось), постепенно обозначение «RF» заменяется словами «Postes françaises» («Французская почта») или «France» («Франция»).

Марка Франции с портретом Петена(Sc #428) и марка-пародия (Петен + Лаваль; 30 сантимов, 1942)

В 1943 году на пяти почтовых марках режима Виши была сделана надпись «Etat français» («Французское государство»). Марки продолжали выпускаться до ноября 1944 года.

#### После освобождения
В 1944 году в США была подготовлена серия марок для освобождённых районов Франции. В ноябре 1944 года на стандартной серии «режима Виши» французской почтой наносилась надпечатка «RF».
В честь освобождения Франции в январе 1945 года была выпущена специальная марка. С февраля того же года стала выходить новая серия стандартных марок, на которой была изображена Марианна — символ Франции. С декабря 1944 года к ним добавились стандартные марки с изображением Марианны, которые печатались в Англии.
Помимо названных марок, для почтовых нужд освобождённых французских областей употреблялись марки, изданные комитетом национального освобождения в Алжире.

#### «Марианна Дюлака»
Серия стандартных марок Франции, отпечатанная в 1942 году в Великобритании по заказу правительства де Голля и введенная в почтовое обращения после освобождения Франции. Художник Э. Дюлак изобразил на этих марках символ Французской республики Марианну, и поэтому вся серия получила известность под названием «Марианна Дюлака». 16 сентября 1944 года была введена марка номиналом 1 франк 50 сантимов, а на протяжении 1945 года были выпущены остальные 19 номиналов серии. Марки серии «Марианна Дюлака» находились в почтовом обращении до 17 августа 1946 года (марка номиналом 50 франков этой серии — до 15 ноября 1947 года).

### Послевоенные эмиссии
В 1949 году юбилейной серией из четырёх марок было отмечено столетие французской марки. При этом сами марки печатались на листах, состоявших из десяти вертикальных полосок. Каждая включала две беззубцовые марки рисунком первых марок Франции и две марки с зубцами, рисунок которых соответствовал таковому на стандартных марках с Марианной; по середине располагался купон с надписью «Столетие почтовых марок 1849—1949». Одновременно к юбилейной выставке почтовых марок выходил также почтовый блок.
С 1849 по 1963 год в общей сложности было выпущено 1569 почтовых марок. За это время на марках помещали различные надписи: «République française» («Французская Республика» — в 1848—1852, 1870—1940 и с 1944); «Postes» («Почта»); «Empire français» («Французская Империя» (1852—1870); «Postes française» («Французская почта») и «Etat français» («Французское государство» — в период правительства Петена, 1940—1944).

### Тематика
За долгую историю выпусков французских марок на них были запечатлены различные сюжеты и отображены многообразные темы:
- портреты выдающихся личностей,
- культурные достопримечательности,
- героическая борьба патриотов Франции против фашизма,
- различные исторические события прошлого и современности страны,
- произведения изобразительного искусства и др.

1929: марка в честь Жанны д'Арк и 500-летия освобождения Орлеана (Mi #237; Yt #257; Sc #245; SG #469), с рекламным купоном «Фосфатин Фальера»[12]
То же, с рекламным купоном «SHYB» (Scientifiques d'Hygiène et de Beauté)

То же, разворот марочного буклета с рекламным купоном минеральной воды Бюссан

1930: марка в стиле ар-деко из совместного выпуска для французских колоний «Колониальная выставка» (Sc #261)

Репродукции произведений искусства на марках Франции
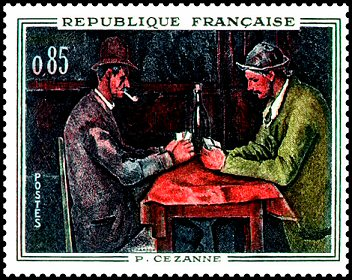
1961: картина Поля Сезанна «Игроки в карты»
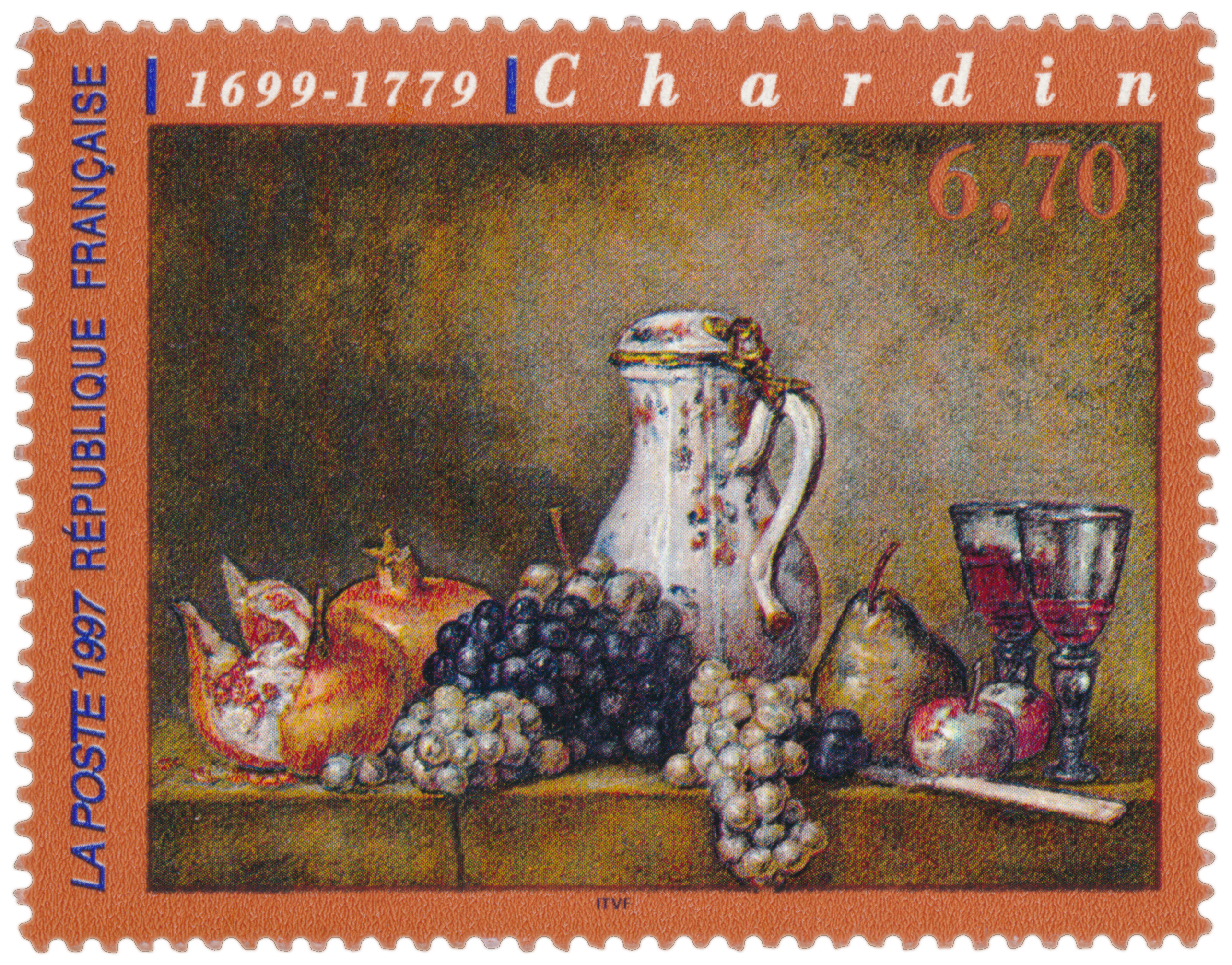
1997: натюрморт Ж. Б. С. Шардена
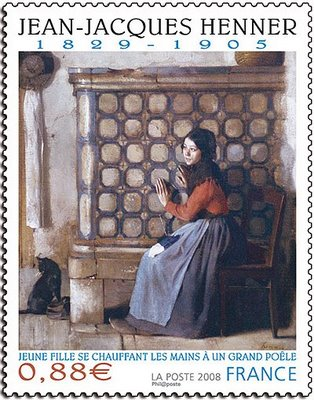
2008: картина Ж.-Ж. Эннера

### Беззубцовые марки
У большинства французских почтовых марок, выпускавшихся до 1955 года, а позднее — у всех есть беззубцовые варианты, не имеющие почтового обращения.

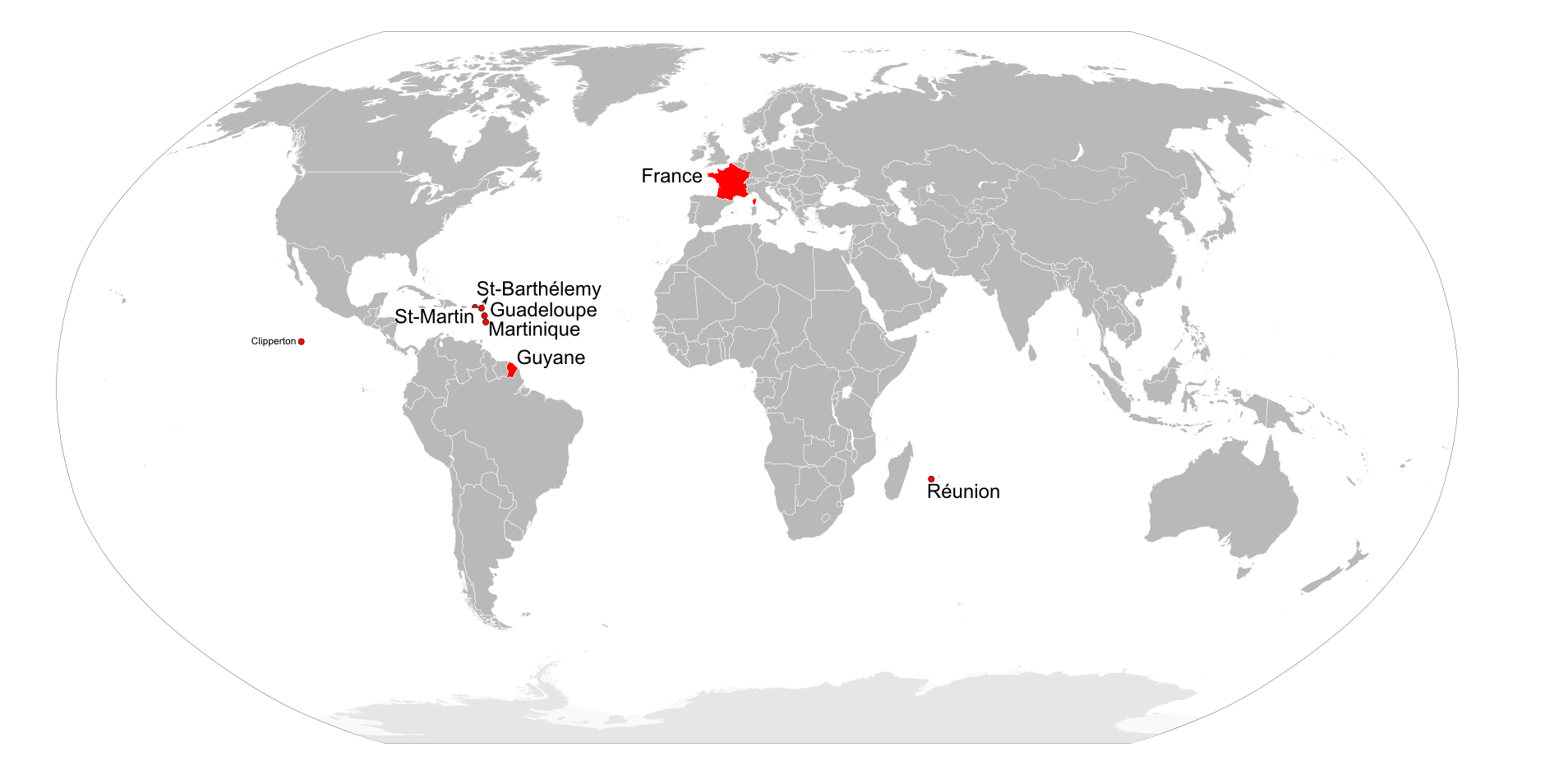
Карта, показывающая, где в мире используются почтовые марки Франции для франкирования почтовой корреспонденции (по состоянию на 2007 год)

## Другие виды почтовых марок

### Авиапочтовые
В 1927 году во Франции были выпущены первые авиапочтовые марки.

Примеры авиапочтовых марок Франции
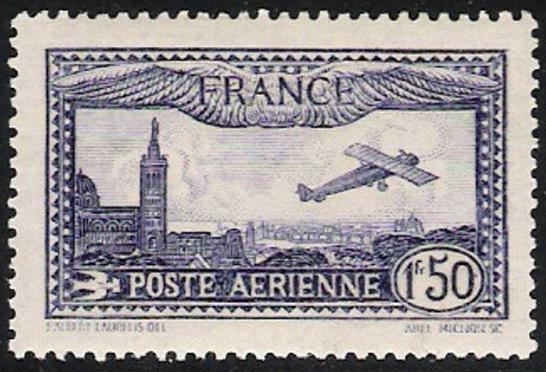
1930: 1 франк 50 сантимов
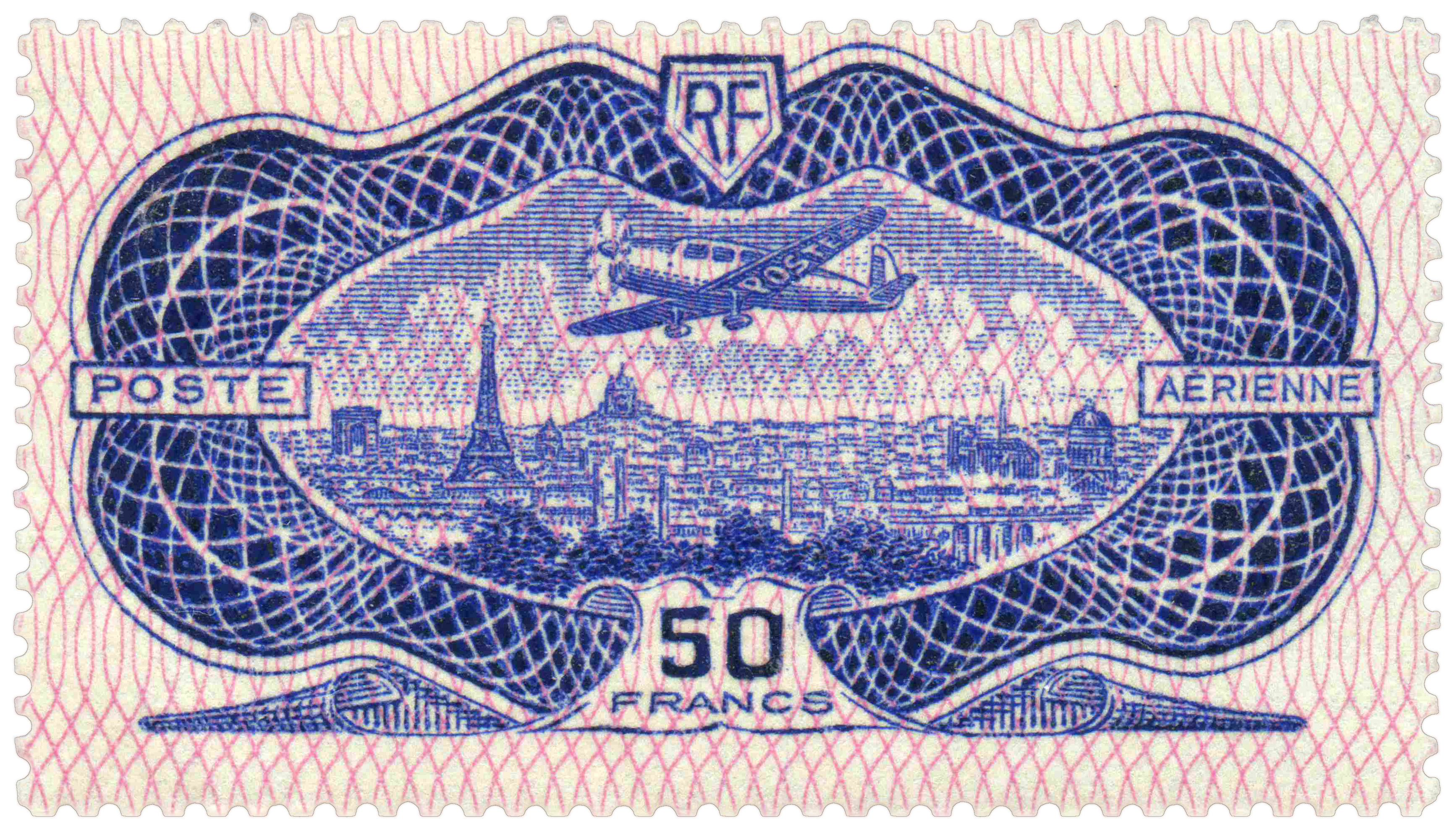
1936: 50 франков

В 1930 году на авиапочтовой марке номиналом 1,5 франка была сделана перфорация в виде букв «EIPA 30» для продажи на одноимённой выставке авиапочтовых марок.

### Газетные
До 1963 года было выпущено 12 газетных марок.

### Доплатные
С 1859 года Франция впервые в мире ввела в употребление доплатные, или порто-марки. На них могут присутствовать следующие надписи: «À percevoir» («К доплате»), «Chiffre-taxe» («Доплата»), «Recouvrements valeurs impayées» («Взыскать доплату»), «Timbre-taxe» («Доплатная марка»). К 1963 году было выпущено 96 доплатных марок.

Примеры доплатных марок Франции
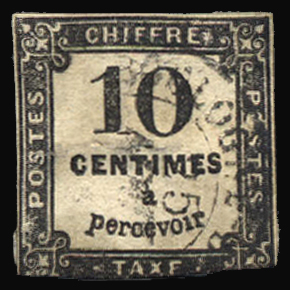
1859: первая доплатная марка, 10 сантимов (Sc #J1)
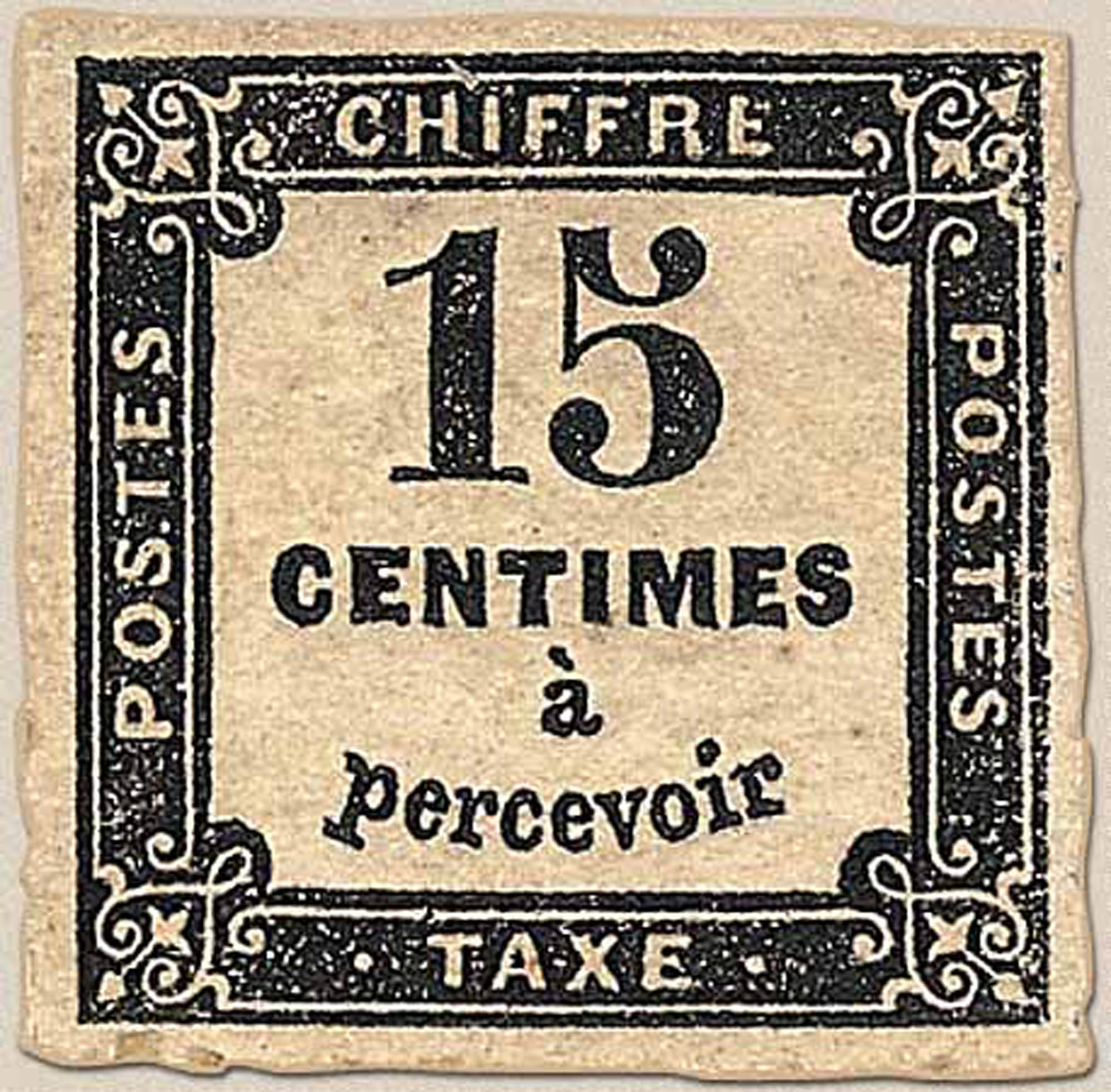
1863: 15 сантимов
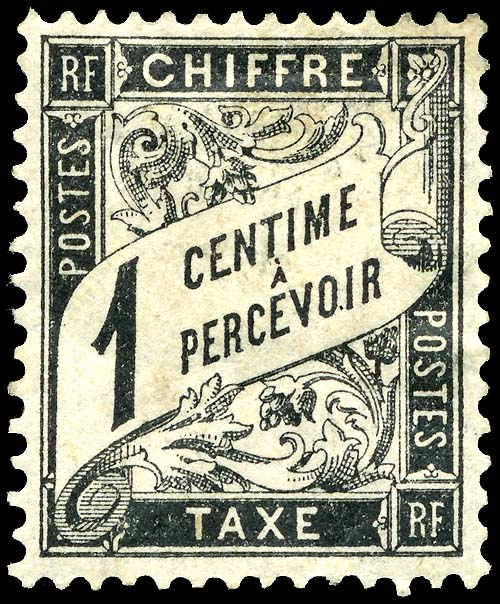
1882: 1 сантим
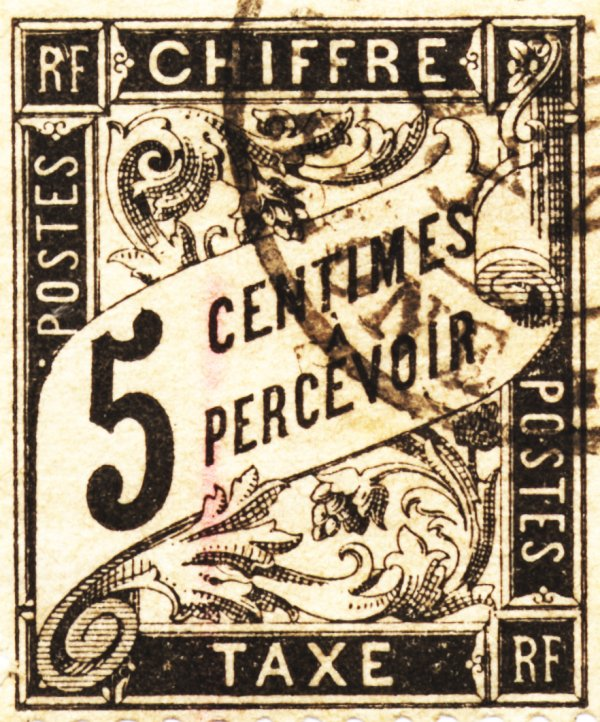
1882: 5 сантимов
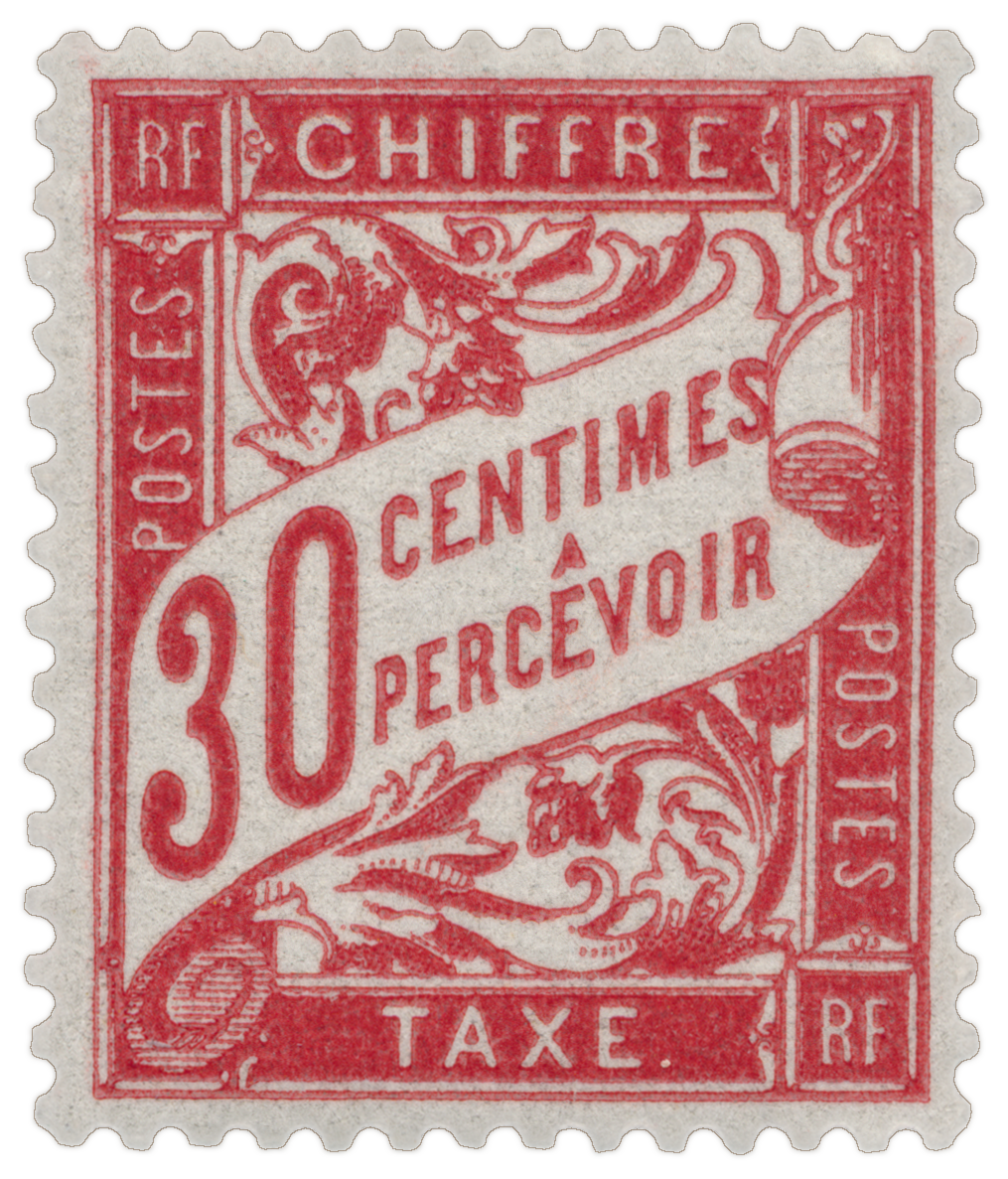
1994: 30 сантимов

### Почтово-благотворительные
В 1914 году вышла в обращение первая французская почтово-благотворительная марка с дополнительным номиналом в фонд Красного Креста.

Примеры почтово-благотворительных марок Франции
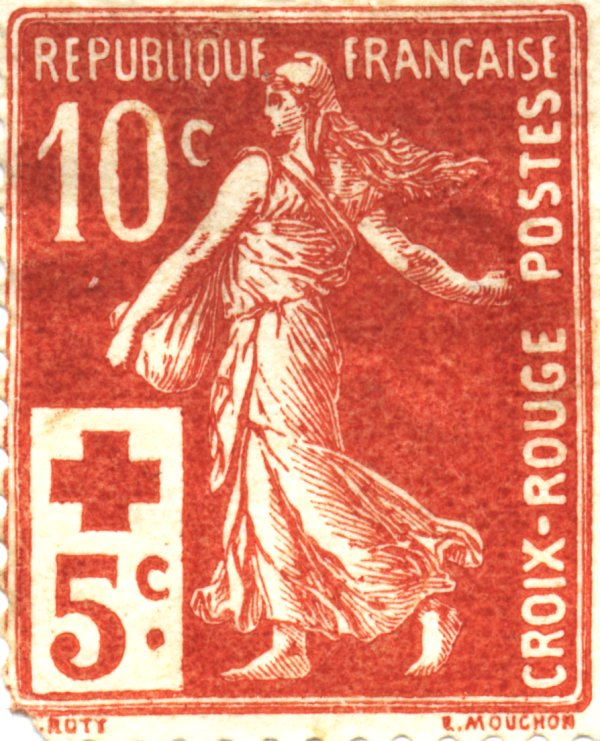
1914: первая почтово-благотворительная марка типа Камея Сеятельница[фр.][10], с надбавкой в пользу Красного Креста
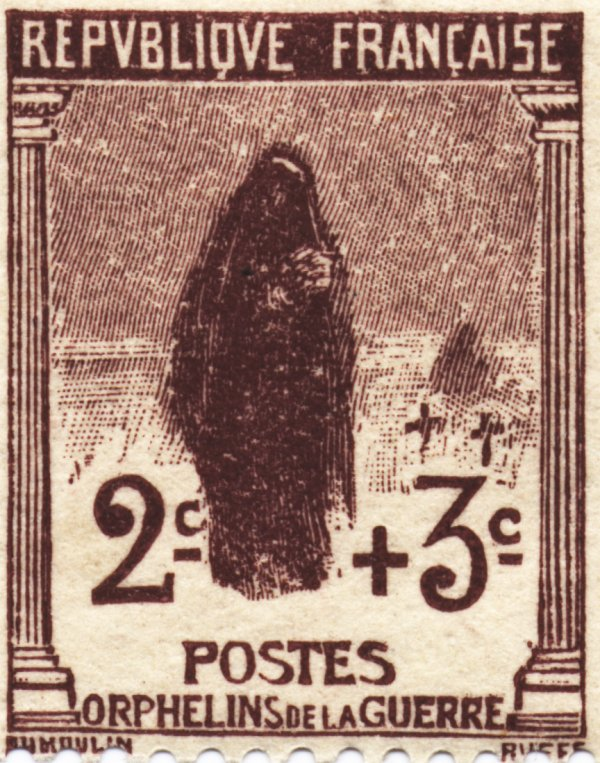
1917: из серии «Сироты войны»
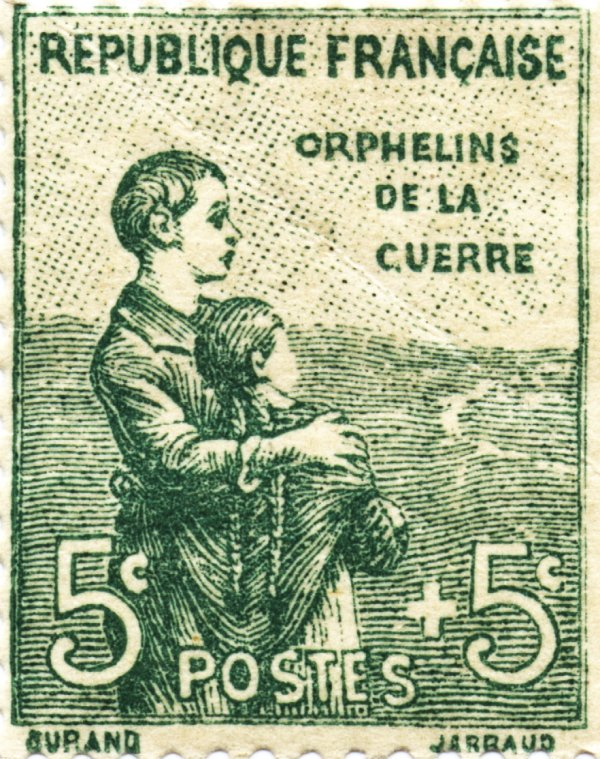
1919: то же
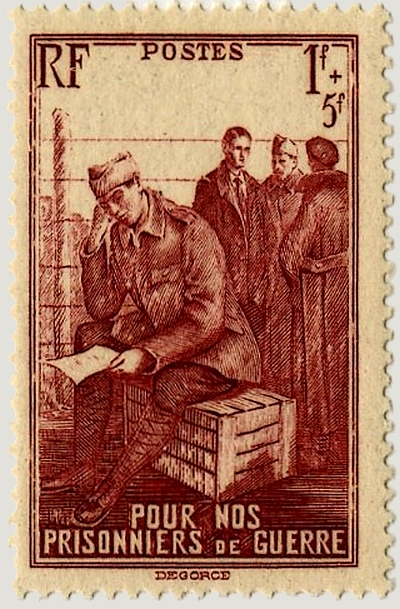
1941: с надбавкой в пользу военнопленных

### Посылочные
С 1892 года выпускались посылочные марки для использования их на железной дороге. На марках дана надпись: «Colis postal» («Почтовая посылка»).

### Телеграфные и телефонные
В 1868 году в стране был произведён первый выпуск телеграфных марок. В 1880—1906 годах в употреблении также находились телефонные марки.

Примеры телеграфных и телефонных марок Франции
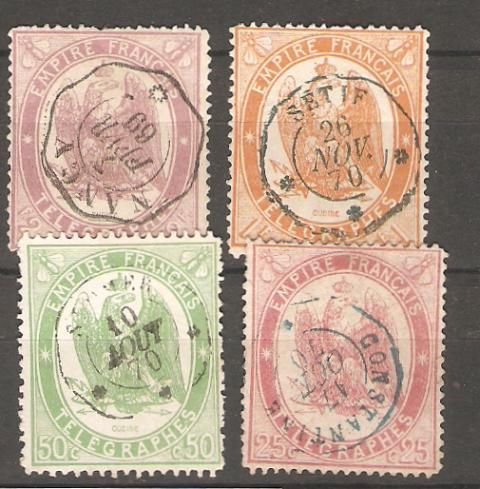
Ранние телеграфные марки (погашены в 1869—1870 годах) номиналом в 25, 50 сантимов, 1 и 2 франка
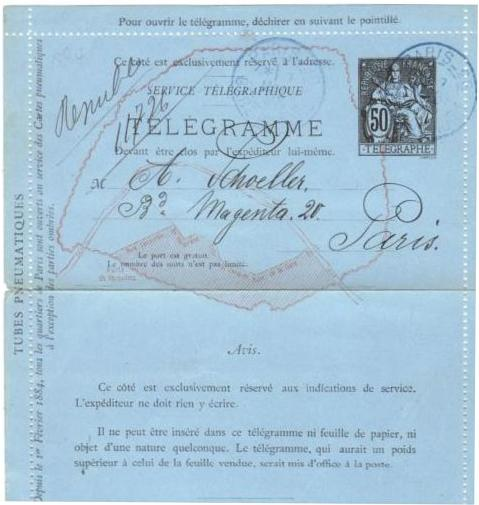
1884: бланк телеграммы (в виде секретки) с надпечатанной телеграфной маркой в 50 сантимов

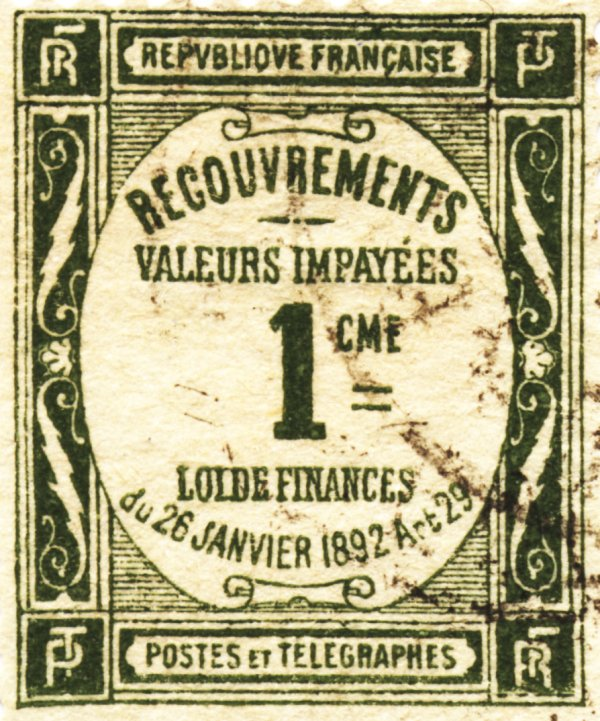
1892: доплатная марка в 1 сантим, которая применялась при оплате как почтовых, так и телеграфных услуг, о чём свидетельствовала надпись «PT / Postes et télégraphes» («ПТ / Почты и телеграфы»)
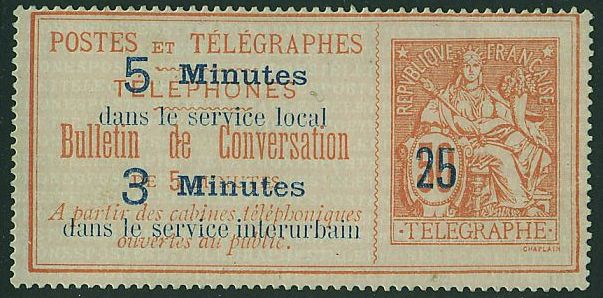
Около 1896: телефонная марка в 50 сантимов с надпечаткой нового номинала в 25 сантимов. Текстовая надпечатка также указывает, что по данному тарифу оплачивался местный телефонный разговор в 5 минут или междугородный — в 3 минуты

### Солдатские
В 1900 году особый декрет дал право французским солдатам направлять бесплатно два письма в месяц. Для этой цели они получали специальные бесплатные солдатские (или военно-оплатные) марки, которые с 1901 года снабжались надпечаткой «F. M.» (сокращённо от «Franchise Militaire» — «Освобождено от оплаты, военное», или «Военная оплата»). С 1946 года эти марки имели оригинальные рисунки. До 1963 года было выпущено 12 военно-оплатных марок.

Примеры ранних солдатских (военно-оплатных) марок Франции c надпечаткой «F. M.»
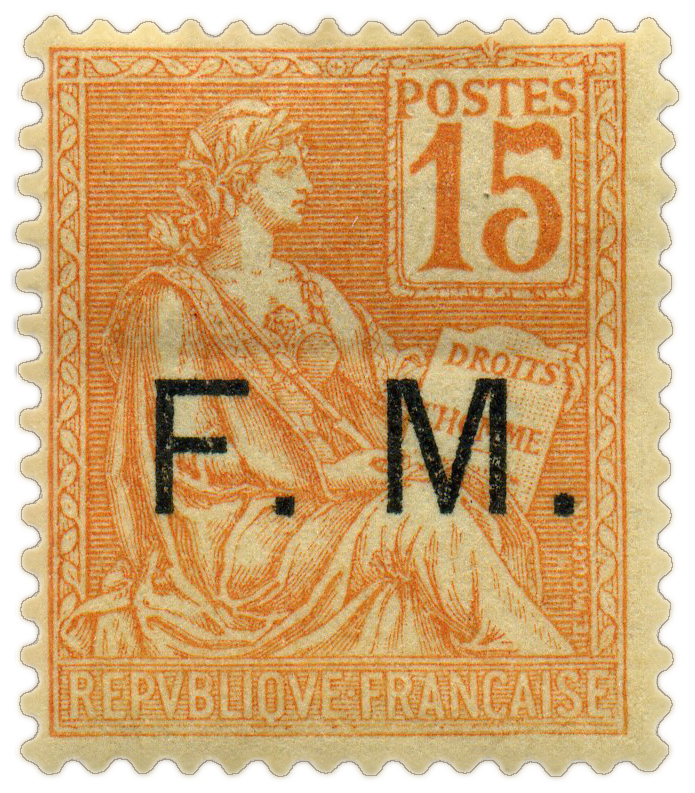
1901: 15 сантимов, тип Мушон[фр.]
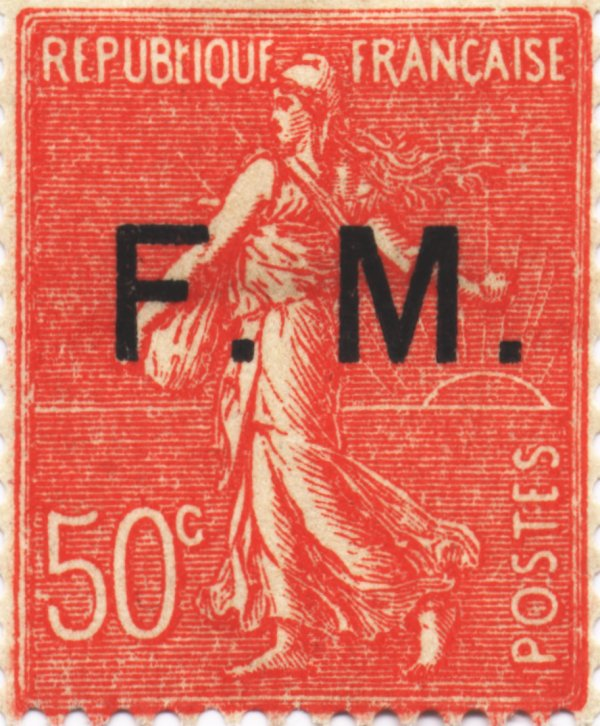
50 сантимов, тип Сеятельница[фр.]
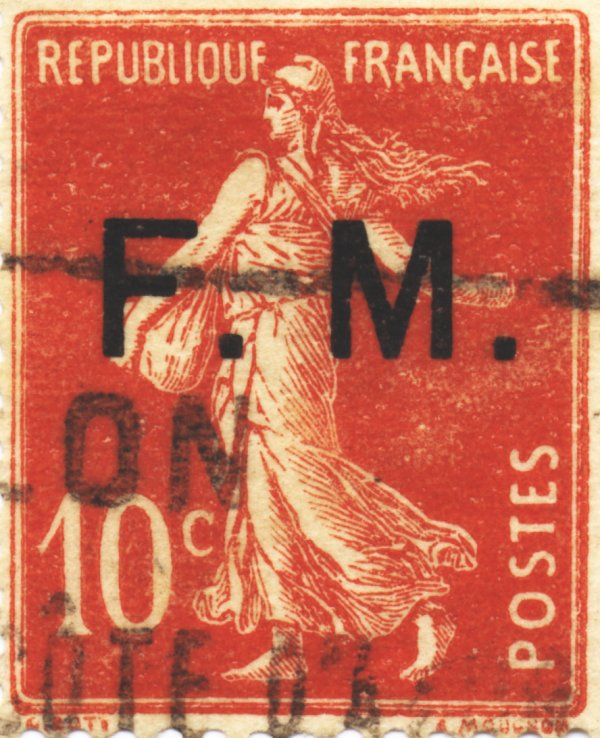
10 сантимов, тип Камея Сеятельница[фр.]
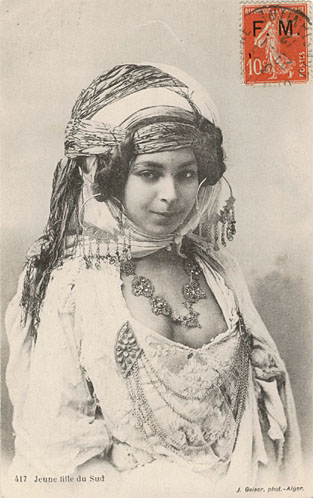
Та же марка, использованная для франкировки прошедшей почту алжирской открытки (фотография Ж. Гейзера[чеш.])

### Марки испанских беженцев
В 1939 году была эмитирована особая марка для оплаты корреспонденции испанских беженцев. Её изготовили посредством надпечатки «F» (от «Fugitives» — «Беженцы») на марке номиналом в 90 сантимов.

### Служебные и прочие
К 1963 году было издано 27 служебных марок Франции. Известно также, что серия служебных марок для курьерской почты была изготовлена «режимом Виши» в 1945 году, но эти марки не успели попасть в обращение.
С 1958 года выходили служебные марки для Европейского Совета. Первой подобной эмиссией стала марка Франции с надпечаткой «Conseil de l’Europe» («Совет Европы»). В дальнейшем печатали марки с изображением флага Совета Европы.
Для почтовых потребностей штаб-квартиры ЮНЕСКО, находящейся в Париже, с 1961 года производят особые марки. Они содержат аббревиатуру «UNESCO», а также другие надписи, обычные для французских марок.

#### Предварительное гашение
К использованию предварительного гашения для нужд французской правительственной почты впервые прибегли в 1893 году, когда в течение нескольких месяцев марки предварительно гасились при помощи 4- или 5-строчного роликового штемпеля. Ввиду того что штемпель применялся кратковременно, марки с таким гашением встречаются довольно редко.
С 1 октября 1920 года было введено регулярное предварительное гашение марок для массовых служебных отправлений, при этом оттиск штемпеля наносился типографским способом. С 1926 года ряд марок поступал в обращение только с предварительным гашением. С 1954 года для целей предварительного гашения издавали специальные марки, рисунки которых не повторялись на обычных марках.

Примеры предварительного гашения Франции
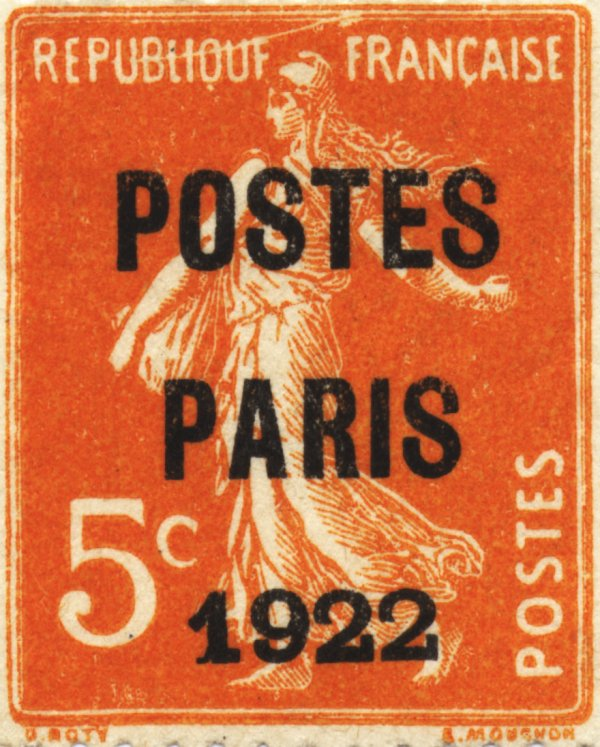
1922: гашение Парижа на марке типа Камея Сеятельница[фр.]
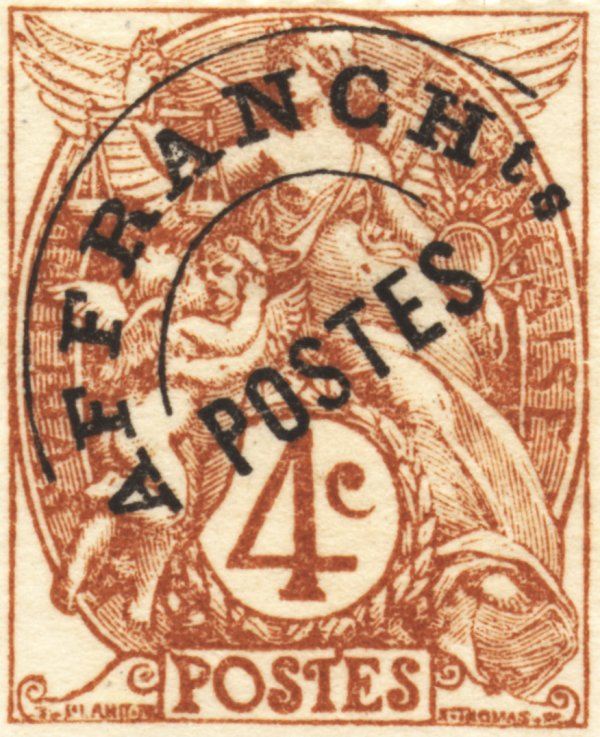
1924: гашение «AFFRANCHts POSTES» (то есть «Affranchissements Postes» — «Франкировка. Почта») на марке типа Блан[фр.]
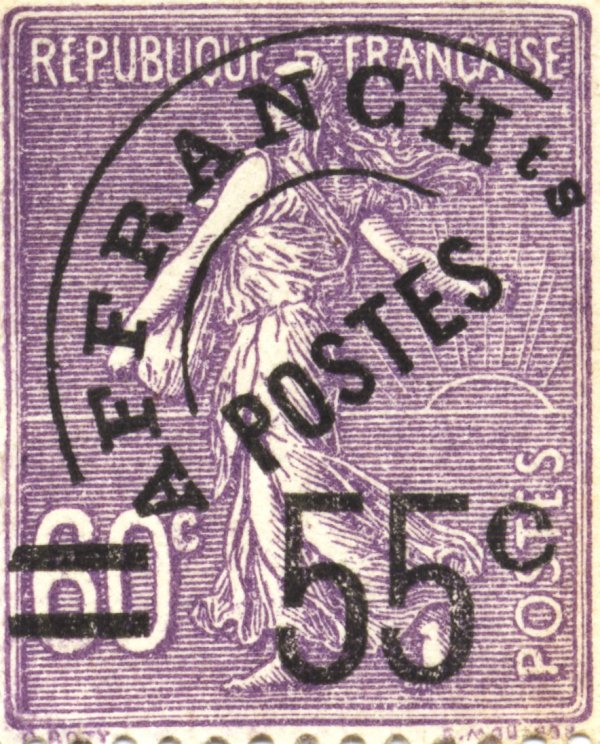
1926: то же на марке типа Сеятельница[фр.]

## Оккупационные выпуски

### Эльзас и Лотарингия
Во время франко-прусской войны 1870—1871 годов Пруссия, оккупировавшая французские области Эльзас и Лотарингию, эмитировала для них семь почтовых марок с обозначением номиналов во французской валюте. На марках была сделана единственная надпись «Postes» («Почта») и указан номинал в сантимах. Известны несколько разновидностей марок. Этот выпуск был в почтовом обращении до 31 декабря 1871 года.

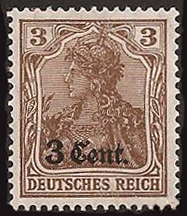
Марка Германской империи из серии «Германия» для оккупированных частей Франции с надпечаткой
«3 Cent.» («3 сантима»; 1916)

В период Второй мировой войны после поражения Франции в войне с нацистской Германией в 1940 году Эльзас и Лотарингия вошли в состав Германии. В том же году на немецких почтовых марках были сделаны надпечатки нем. «Elsaß» («Эльзас») и «Lothringen» («Лотарингия»). Марки использовались до 31 декабря 1941 года; с 1 января 1942 года их сменили почтовые марки Германии. Всего было выпущено по 16 почтовых марок для каждой области. После освобождения Эльзаса и Лотарингии войсками союзников на их территории в обращении снова были французские почтовые марки.

### Северная Франция
В 1914—1918 годах, в период оккупации немецкими войсками территории Северной Франции с центром в Лилле, на почтовых марках Германии была сделана надпечатка нового номинала во французской валюте: фр. «Centimes» («Сантимы») и «Francs» («Франки»). Всего было эмитировано 12 таких марок.

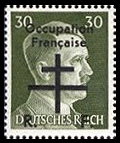
Надпечатанная марка с лотарингским крестом для французской зоны оккупации (1945)

### Французская зона оккупации Германии
По завершении Второй мировой войны во французской оккупационной зоне Германии имели хождение марки нацистской Германии с надпечаткой лотарингского креста и текста «Occupation française» («Французская оккупация»).

## Местные выпуски
Известен ряд местных выпусков во Франции, осуществлённых с разрешения местных или центральных органов власти.

### Парижская коммуна
В 1871 году во время окружения германскими войсками и войсками версальского правительства Парижа правительство Парижской коммуны дало разрешение нескольким частным агентствам организовать доставку почтовой корреспонденции до ближайшего почтового отделения на не занятой германской армией территории и обратно. Для оплаты доставки бандеролей, простых и заказных писем частное агентство «Лорен и Маури» напечатало особые марки номиналом 5, 10 и 50 сантимов с начальными буквами названия агентства и изображением герба Парижа. Они известны только в негашеном виде, поскольку наклеенные на почтовые отправления марки при передаче в государственное почтовое отделение отрывались, чтобы нельзя было определить, что письмо было отправлено из Парижа. В период Парижской коммуны также вышли в обращение цельные вещи — штемпельные конверты Эдуарда Моро, а также маркированные почтовые карточки. Уже после падения Парижской коммуны производились спекулятивные выпуски.

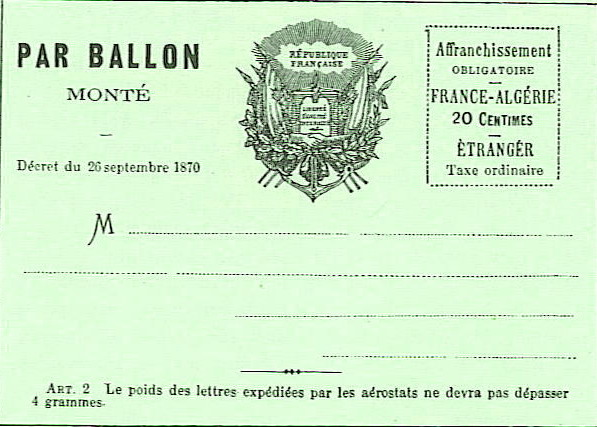
Пример цельной вещи для баллонной почты Парижа (1870—1871, 20 сантимов)

### Амьен
В 1909 году в связи с начавшейся 4 мая забастовкой работников почтовой службы Торговая палата города Амьена организовала доставку почтовых отправлений своими силами и 13 мая выпустила для оплаты доставки специальную марку номиналом 10 сантимов с изображением герба Амьена. На марке надпись: «Chambre de commerce. Amiens» («Торговая палата. Амьен»). В каждом листе было по 25 марок, причём одна из марок имела перевёрнутый текст, а на другой была пропущена точка после «С» в обозначении номинала. Марка этого местного выпуска наклеивалась на конверт в дополнение к обычной почтовой марке и гасились круглым штемпелем. 19 мая того же года местная почта закрылась.

### Валансьенн
После оккупации германскими войсками в ходе Первой мировой войны города Валансьена там с 8 сентября 1914 года открылась местная почта и вышла марка номиналом 10 сантимов с надписью «Chambre de Commerce de Valenciennes» («Торговая палата Валансьена»). Всего было напечатано 8 тысяч марок (по 25 штук в одном листе), причём было реализовано всего 3 тысячи из них, а использовано 2 тысячи. На почтовых отправлениях гашение марок производилось штемпелем овальной формы. 30 октября 1914 года почта перестала работать. Известны марки, погашенные штемпелем немецкой полевой почты уже после закрытия почты. Наряду с амьенским выпуском этот выпуск считается официальным выпуском французской почты.

### Дюнкерк
После оккупации германскими войсками Франции в городе Дюнкерке в июле 1940 года на французских почтовых марках была выполнена надпечатка двух типов нем. «Besetztes Gebiet Nordfrankreich» («Оккупированная область Северной Франции»). Надпечатка делалась на двух марках сразу, реализация которых осуществлялась парами. Гашение марок осуществлялось французским почтовым штемпелем. Марки с надпечаткой были в почтовом обращении с 1 июля по 9 августа 1940 года. Помимо надпечаток существуют надписи от руки того же текста.
Известны фальшивые надпечатки.

### Лорьян
В 1944 году германские оккупационные власти и почтовое ведомство правительства Виши договорились об использовании на территории крепости Лорьян французских почтовых марок с надпечаткой текста «Festung Lorient» («Крепость Лорьян»). Надпечатка была сделана на 14 различных марках с тиражом 75 полных серий. Известны фальсификаты этих марок.

### Сен-Назер
В апреле 1945 года в окружённом войсками союзников занятом немцами городе Сен-Назере вышли в обращение две марки, предназначенные для оплаты местных почтовых отправлений. После сдачи германских войск 8 мая 1945 года на этих марках была сделана надпечатка фр. «Libération» («Освобождение»). Марки с надпечаткой находились в обращении в период с 9 по 12 и 14 мая 1945 года.

### Разные города
По мере освобождения территории Франции в 1944—1945 годах в освобождённых городах на почтовых марках правительства Виши делались различные надпечатки, представлявшие собой в большинстве случаев изображение лотарингского креста и аббревиатуры «RF» («Французская Республика»). Известны надпечатки, выполненные в городах Анси, Баккара, Бордо, Шато-Рено, Шербуре, Лилле, Лионе, Марселе, Морьяке, Туре и др.

### ФКНО в Алжире
Французский комитет национального освобождения (ФКНО) в Алжире эмитировал серии стандартных марок с изображениями галльского петуха и Марианны и четыре серии почтово-благотворительных марок для французских колоний. Когда в 1943 году французские войска высадились на Корсике и позднее, в 1944 году, на юге Франции, то марки поступили в почтовое обращение и на этих осовобождённых территориях, а с ноября 1944 года — по всей стране. Всего было эмитировано 27 номиналов подобных марок.

## Военная почта в Леванте
В 1942 году армия Свободной Франции на Ближнем Востоке организовала собственную почтовую службу. Для её нужд на почтовых марках Сирии и Ливана были сделаны надпечатки текста «Forces Françaises Libres. Levant» («Свободные французские силы. Левант») и «Lignes aériennes F. A. F. L.» («Авиалинии ВВС Свободной Франции»). На марках были также надпечатаны лотарингский крест и новые номиналы. В том же 1942 году вышла серия стандартных и авиапочтовых марок, а также почтовый блок с надписью «Свободные французские силы. Левант».
В 1943 году на марках четырёх номиналов, включая две почтовые и две авиапочтовые марки, осуществлялась надпечатка слова «Résistance» («Сопротивление») и дополнительного номинала. Они поступали в продажу как почтово-благотворительные марки в пользу бойцов Движения Сопротивления.
Все указанные выпуски находились в обращении на территориях, контролируемых войсками Свободной Франции.

## Заморские департаменты Франции
В состав Франции, согласно конституции 1958 года, входят четыре заморских департамента, которые ранее были французскими колониями.

### Гваделупа
На семи островах Гваделупы, этого заморского владения Франции в Карибском море, до 1859 года были в обращении французские почтовые марки.
С 1859 года использовались марки колониальных выпусков, а затем специально выпущенные почтовые марки Гваделупы. В 1946 году Гваделупа получила статус заморского департамента, но в переходный период до полного объединения на Гваделупе в 1947 году вышла серия стандартных почтовых марок, а также доплатные и авиапочтовые марки.
С 1947 года в обращении снова находятся французские почтовые марки.

### Французская Гвиана
До 1859 года во Французской Гвиане, расположенной на севере Южной Америки и включавшей также Территорию Инини, в обращении были почтовые марки Франции, а в 1859—1886 годах — французские колониальные марки.
В 1946 году Гвиана получила статус заморского департамента. В переходный период вышла серия стандартных почтовых марок, но уже с 1947 года в Гвиане находятся в обращении почтовые марки Франции.

### Мартиника
На карибском острове Мартинике до 1859 года были в обращении французские почтовые марки. В 1859—1886 годах использовались колониальные марки, а с 1886 года эмитировались почтовые марки с надпечатками названия острова и нового номинала.
В 1946 году Мартиника обрела статус заморского департамента. В переходный период вышла серия стандартных марок, а также авиапочтовые и доплатные марки. С 1947 года используются почтовые марки Франции.

### Реюньон
Почтовые марки Реюньона, острова в Индийском океане (в группе Маскаренских островов), появились в 1851—1852 годах. Тем самым Реюньон стал первой французской колонией, эмитировавшей собственные знаки почтовой оплаты. После этого здесь до 1859 года в обращении были почтовые марки Франции. С 1859 года использовались марки колониальных выпусков, а также памятные марки общего колониального типа.
В 1946 году Реюньон получил статус заморского департамента Франции, и с 1949 года в обращении находились французские почтовые марки с надпечаткой номинала в местной валюте, причём ряд памятных выпусков (к примеру, к 300-летию заселения Реюньона, к годовщине смерти генерала де Голля и другие) вышел не с надпечаткой, а с указанием номинала в местной валюте.
Почтовые марки Реюньона выпускались до 1 января 1976 года, после чего стали использоваться французские почтовые марки без всяких надпечаток.

## Почтовые отделения за границей
У Франции была разветвлённая сеть почтовых отделений за границей, использовавших почтовые марки Франции.

### В Египте
Отделения французской почты функционировали в Александрии, Каире, Порт-Саиде и Суэце до 1931 года и использовали французские почтовые марки.

### На Занзибаре
Французское почтовое отделение работало на Занзибаре (ныне Танзания) с 1889 года до 1904 года.

### В Китае
Почтовые отделения Франции работали в Китае в 1862—1922 годах, и для них издавались почтовые и доплатные марки.

### На Крите
Французские почтовые отделения функционировали на острове Крит с 1897 года по 1914 год и использовали почтовые марки Франции и французской почты в Османской империи. В 1902—1903 годах вышли почтовые марки с надписью «Crète» («Крит»).

### В Марокко и Танжере
Французская почта учредила в Танжере в 1862 году своё первое отделение на территории Марокко. Для оплаты корреспонденции вначале здесь применялись марки Франции, а с 1891 года — французские марки, снабжённые надпечаткой стоимости в испанской валюте. С 1896 года в употреблении находились доплатные марки с той же надпечаткой.
В 1903 году из-за нехватки марок в 5 и 10 сантимов на доплатных марках соответствующего номинала была нанесена надпечатка «РР» («Сбор оплачен»). Данные марки имели хождение лишь один день — 10 октября 1903 года, причём они не подвергались гашению почтовым штемпелем, чтобы не закрывать надпечатку.
После раздела в 1912 году территории Марокко на две части — французскую и испанскую — здесь начала действовать колониальная почта.
В 1918—1929 годах специально для французской почтовой службы в Танжере (с 1923 года — в Международной зоне Танжер) выходили французские марки с надпечаткой «Tanger». С 1 октября 1924 здесь также употреблялись марки Французского Марокко.
Известен также факт гашения штемпелями французской почты корреспонденции, франкированной марками частной почты фирмы Брюдо. В июле 1870 года французское почтовое ведомство выкупило у этой фирмы право на перевозку почты по маршруту Мазоган — Марракеш. Марки частной почты при этом использовались до июля 1902 года.

### В Османской империи
Французская почтовая служба на территории Османской империи просуществовала с 1835 года по 1923 год. Для почтовых отделений Франции, а также почтовых агентств французской пароходной компании здесь эмитировались различные почтовые марки.

### В Румынии
Отделения французской почты были открыты в 1857—1875 годах в румынских городах Галац и Брэила, где применялись номерные штемпели:
- № 4008, 5085 — для Галаца и
- № 4009, 5087 — для Брэилы, а также
- календарные штемпеля с названиями городов.

### В Эфиопии
Почтовые отделения Франции работали в городах Харэре, Аддис-Абебе и Дыре-Дауа. В обращении находились почтовые марки Обока и Джибути. В 1907 году в обращение вышли почтовые марки с надписью «Levant» («Восток»), а затем использовались почтовые марки Французского Сомали.

### В Японии
В период 1865—1880 годов в портовой Иокогаме функционировало французское почтовое отделение, применявшее французские почтовые марки.

## Французские колонии

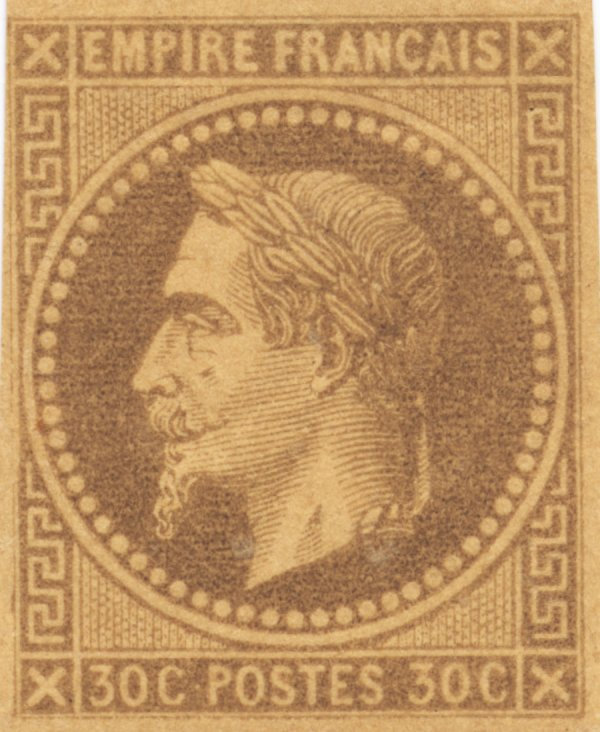
Колониальный выпуск Франции (1871): тип Наполеон III

Единые колониальные выпуски использовались во всех колониальных владениях Франции, за исключением Алжира и Туниса, где в обращении были французские почтовые марки. В какой именно колонии была погашена конкретная почтовая марка, можно установить по оттиску почтового штемпеля, на котором указывалось её сокращённое название.
Первые колониальные выпуски с изображением орла с короной и надписью «Colonies de l'Empire français» («Колонии французской империи») появились в почтовом обращении в 1859—1865 годах. Позднее печатались новоделы этих выпусков.
С 1871 по 1877 год в обращении находились марки Франции с изображением Цереры и портретом императора Наполеона III, но без зубцов.
В 1877—1880 годах эмитировались почтовые марки с рисунком аллегорического характера «Мир и торговля», или тип Саж, и с надписью «République française» («Французская Республика»). Все указанные выше колониальные выпуски были беззубцовыми.
В 1881—1886 годах в обращении были почтовые марки с надписью: «République française. Colonies. Postes» («Французская Республика. Колонии. Почта».
С 1884 по 1946 год производилась эмиссия общеколониальных доплатных марок, которые продолжали применяться даже после выпуска собственных доплатных марок.

## Непочтовые марки

### Благотворительные выпуски
Во Франции неоднократно выходили благотворительные виньетки. Средства, собранные от продажи этих марок, перечислялись на благотворительные цели. Например, в 1927 году распространялись марки на поддержку государственных ссудных касс.

### Пропагандистские и фантастические выпуски
В 1970 году к 50-летию Французской коммунистической партии (ФКП) и 100-летию со дня рождения В. И. Ленина была выпущена непочтовая благотворительная марка достоинством в 1 франк. На марке поместили портрет Ленина, выполненный по фотографии Наппельбаума 1918 года. Марка являлась входным билетом в Музей-квартиру В. И. Ленина в Париже. Доходы от продажи поступали в партийную кассу ФКП.

## Развитие филателии
Франция была одной из первых стран, где зародилось филателистическое движение. Именно француз Жорж Эрпен (Georges Herpin) в 1864 году ввёл в оборот термин «филателия», а чуть раньше, в 1861 году, здесь появились первые в мире каталоги почтовых марок Оскара Берже-Левро и Альфреда Потике. С 1874 года во Франции стали возникать первые филателистические объединения или союзы. В конце XIX столетия во Франции был создан национальный почтовый музей, в котором начали формировать государственную коллекцию почтовых марок.
На раннем этапе становления филателии во Франции, как и в других странах Европы и Америки, появились крупные коллекционеры, которые составили значительные коллекции почтовых марок всего мира. Французский коллекционер Филипп Феррари (1850—1917) стал легендой того романтического классического периода филателии, собрав самую большую в мире коллекцию марок. В ней были все известные на тот момент филателистические редкости, а также приобретённые собрания других известных коллекционеров, например, таких, как барон Ротшильд. Завещанная Берлинскому почтовому музею коллекция Феррари была возвращена французским правительством после окончания Первой мировой войны и продана на публичных торгах в счёт репараций побеждённой Германии.
Париж стал местом проведения в 1926 году учредительного конгресса Международной федерации филателии (ФИП). Французский язык является одним из пяти официальных языков ФИП.
Филателисты современной Франции объединяются в Федерацию французских филателистических обществ.
В 1952 году был создан филателистический кружок при Ассоциации «Франция—СССР». Его отделения работали во многих департаментах Франции. Правление кружка устраивало филателистические выставки с показом почтовых марок СССР, выпускало на французском языке ежеквартальный иллюстрированный бюллетень для популяризации советских знаков почтовой оплаты «Франция—СССР. Филателия» («France—URSS. Philatélie»), издавало каталоги марок России и СССР, организовывало обмен и продажу советских филателистических материалов. Основателем и первым председателем правления кружка был Габриэль Ситерн, бывший депутат Национального собрания Франции и почётный член Всесоюзного общества филателистов (ВОФ).
В 1960-х — 1970-х годах коллекционерами Франции и Советского Союза проводился целый ряд совместных выставок, по случаю которых, как правило, организовывались гашения специальными почтовыми штемпелями:
- выставка советских и французских марок в Сенте (1965),
- филателистическая выставка «Москва—Париж» в Москве (июль 1965),
- филателистическая выставка «Париж—Москва—Ленинград» (19—21 ноября 1966),
- филателистическая выставка «Москва—Париж—Берлин» в честь 100-летия со дня рождения В. И. Ленина (апрель 1970),
- филателистическая выставка «Баку—Париж» (декабрь 1970),
- филателистическая выставка «Париж—Москва—Баку» (декабрь 1972) и др.

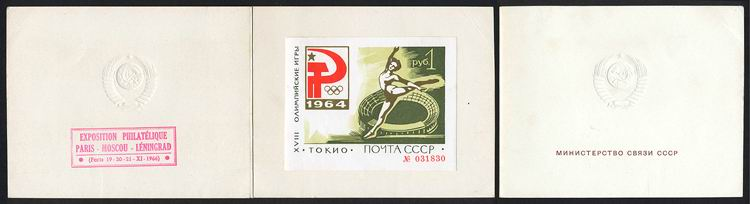
Оттиск штампа филателистической выставки «Париж—Москва—Ленинград» («Exposition philatélique Paris — Moscou — Leningrad») на презентационном буклете Министерства связи СССР с «Зелёным блоком» (1966)

30 ноября 1975 года в Москве, в Политехническом музее открылась филателистическая выставка «СССР—Франция», которая стала первой большой двусторонней экспозицией, организованной совместно ВОФ и Федерацией французских филателистических обществ. Выставка разместилась на 250 стендах с тематическими и специализированными коллекциями советских и французских участников.
Во Франции отмечается День почтовой марки, в честь которого издаются специальные марки, а также проводятся другие филателистические мероприятия, например, презентации новых выпусков, подведение итогов конкурсов, посвящённых созданию новых французских марок и т. д.

Марка Франции к Дню почтовой марки с изображением Астерикса, 1999 (Sc #2706)
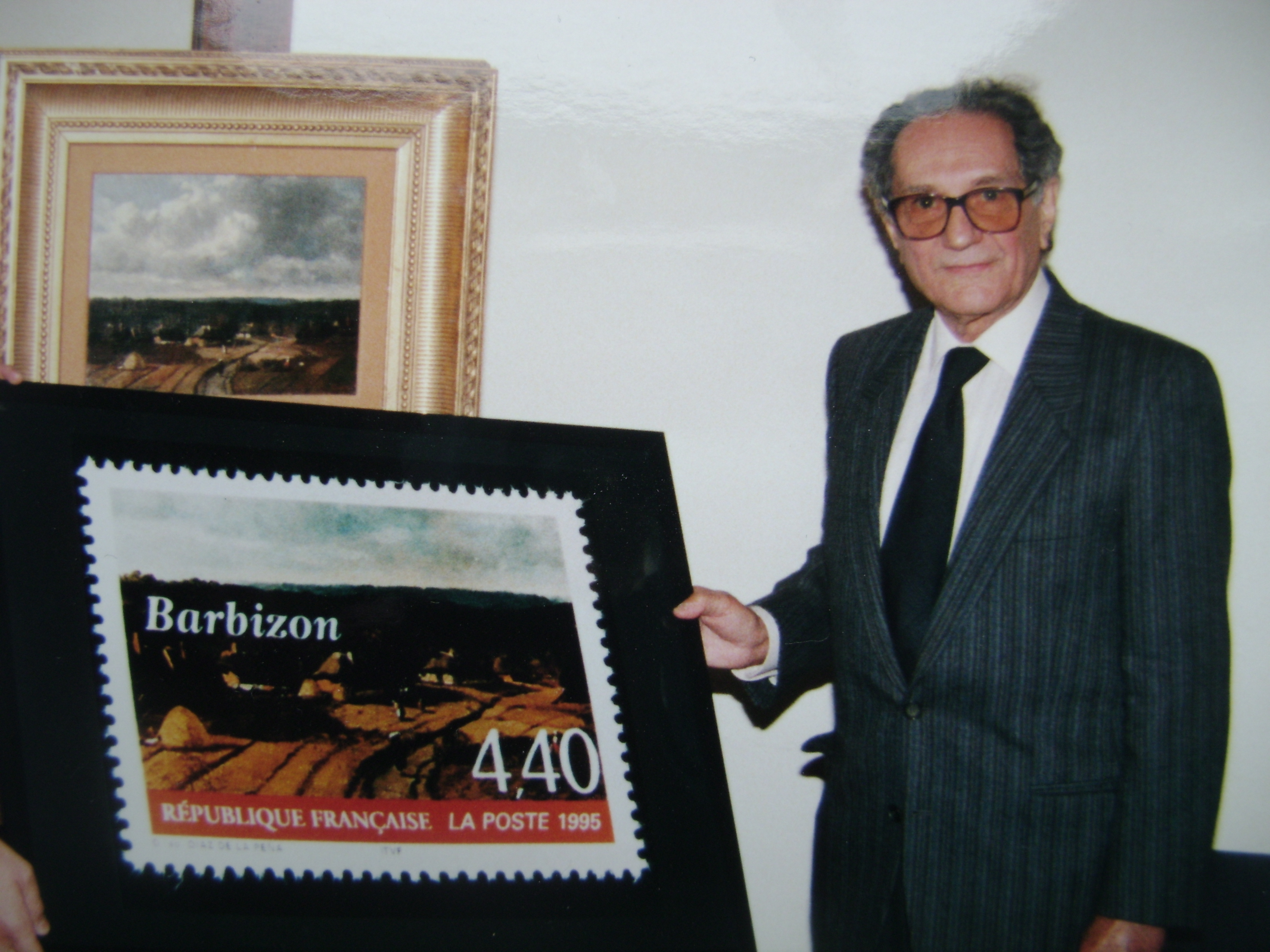
Презентация искусствоведом Пьером Микелем[фр.] французской марки с репродукцией картины Нарсиса Диаса «Хижины Барбизона» (1995)
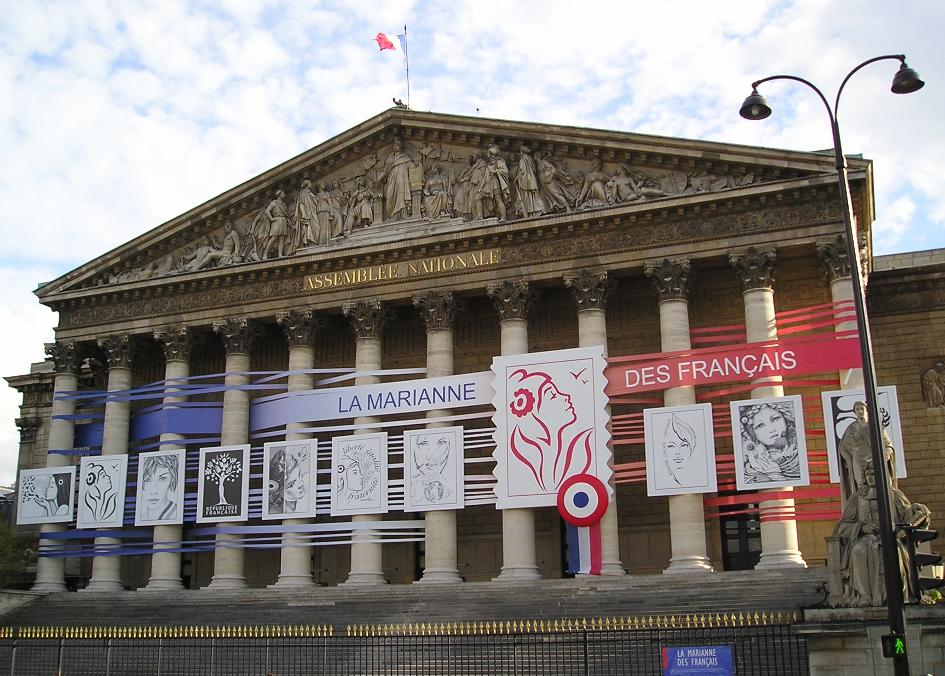
Конкурс проектов марки «Марианна[нем.]»: марка-победитель «Марианна французов[фр.]» художника Т. Ламуша[англ.] и другие финалисты на фасаде Бурбонского дворца в Париже (2004)

В Париже имеется известный филателистический рынок под открытым небом, Каре-Мариньи, который фигурировал в американском детективном фильме «Шарада» (1963; с участием Одри Хепбёрн).

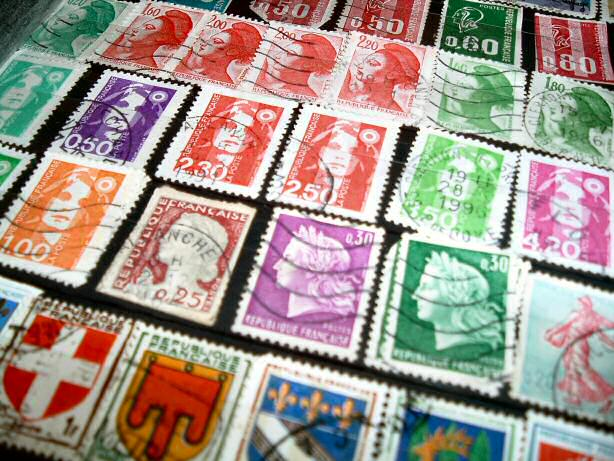
На марочных развалах рынка Каре-Мариньи: первый (самый верхний), третий и четвёртый ряды — выпуски Марианна (почтовая марка) различных лет; второй ряд — выпуск «Свобода» Пьера Гандона; четвёртый ряд (справа) — тип Камея Сеятельница; пятый ряд — марки из геральдической серии